# Révolution du Parc
Révolution de 1890

26 juillet 1890 – 29 juillet 1890
3 jours
La révolution du Parc (en espagnol Revolución del Parque, en référence au parc d’artillerie de Buenos Aires, quartier-général des révolutionnaires et centre névralgique du conflit), connue également sous le nom de révolution de 1890 (Revolución del 90), est une insurrection civilo-militaire survenue en Argentine en juillet 1890 et organisée par le parti d’opposition Union civique, fondé peu auparavant. 
La révolution du Parc éclata sous la présidence de Juárez Celman, dans un contexte de total verrouillage politique, où une oligarchie dirigée par l’ancien président Roca se maintenait au pouvoir par des élections frauduleuses et des accords politiciens occultes. En outre, une grave crise économique et financière se prolongeait depuis deux ans, provoquant chute des salaires, augmentation du chômage, succession de grèves, ruée bancaire, hausse des prix des produits de première nécessité, et appauvrissement rapide de la population. En avril 1890 fut fondé l’Union civique, ample front politique d’opposition, dirigé entre autres par Leandro Alem, Bartolomé Mitre, Aristóbulo del Valle, Bernardo de Irigoyen et Francisco Barroetaveña — acte fondateur qui sera suivi d’une manifestation spontanée monstre dans Buenos Aires. Quelques mois plus tôt, en décembre 1889, l’inauguration d’une section de l’Union civique de la jeunesse (UCJ, préfiguration de l’Union civique) avait été violemment perturbée par des troupes de choc de l’oligarchie, y compris avec des armes à feu, sous l’œil bienveillant de la police, sinon sa collaboration ; ce fut là sans doute le principal élément déclencheur de la future révolte. Un comité révolutionnaire fut constitué, auquel participaient, outre des opposants civils, de jeunes officiers de l’armée de terre (la Loge des 33) et de la marine, et que présidait Leandro Alem. 
Le soulèvement armé, dont la direction militaire était dévolue à Manuel Campos, fut déclenché à l’aube du samedi 26 juillet 1890, lorsque les troupes rebelles s’emparèrent du Parc d’artillerie dans le centre de Buenos Aires. Dans les combats de rue qui suivirent, opposant les troupes loyalistes aux rebelles, ces derniers eurent d’abord le dessus, mais, par une série de contrordres de Campos, ne surent exploiter leur avantage (en particulier, Campos eut soin de bloquer toute contre-offensive rebelle), de sorte que, devant l’épuisement des munitions, les insurgés durent se résigner à la capitulation, à l’issue de moins de trois journées de combat. L’attitude aberrante de Campos et ses fautes tactiques à répétition, commises sous des justifications manifestement fallacieuses, ont porté la plupart des historiens à postuler un accord secret entre Campos et Roca, par lequel ce dernier, qui semble en réalité avoir été à la manœuvre, se débarrassait d’un président impopulaire et par là renforçait sa propre position et assurait la pérennité du pouvoir en place sous l’égide du parti conservateur PAN ; en effet, Celman présenta bientôt sa démission et fut remplacé par le vice-président Carlos Pellegrini.
La révolution du Parc s’inscrit dans une série de révolutions et d’insurrections armées radicales (il y en aura plusieurs autres, notamment en 1893 et 1905) et marque l’émergence en Argentine d’une classe moyenne qui, lassée des accords secrets de l’oligarchie, exigeait une gouvernance politique obéissant à des procédures institutionnelles transparentes et démocratiques. La loi Sáenz Peña de 1912 instaurant le suffrage universel en Argentine, fruit d’un pacte secret entre le président Sáenz Peña, qui voulait éviter toute réédition de ces soulèvements armés, et le radical Yrigoyen, peut être considérée comme une tardive retombée de la révolution de 1890.

## Antécédents

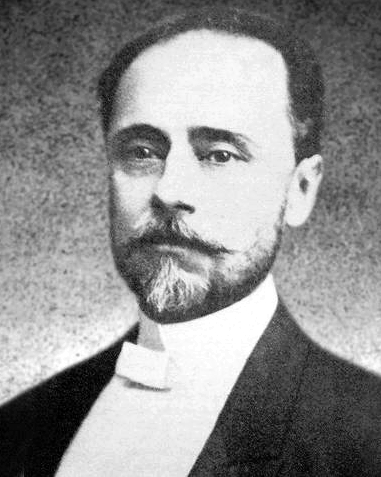
Le président Juárez Celman était fortement déconsidéré en 1890.

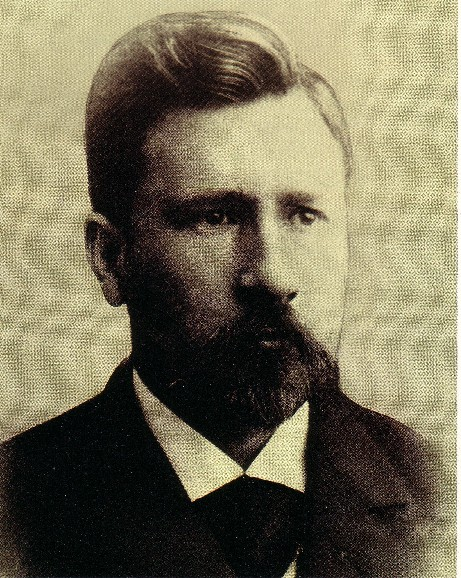
Francisco Barroetaveña appela la jeunesse argentine à former l’Union civique.

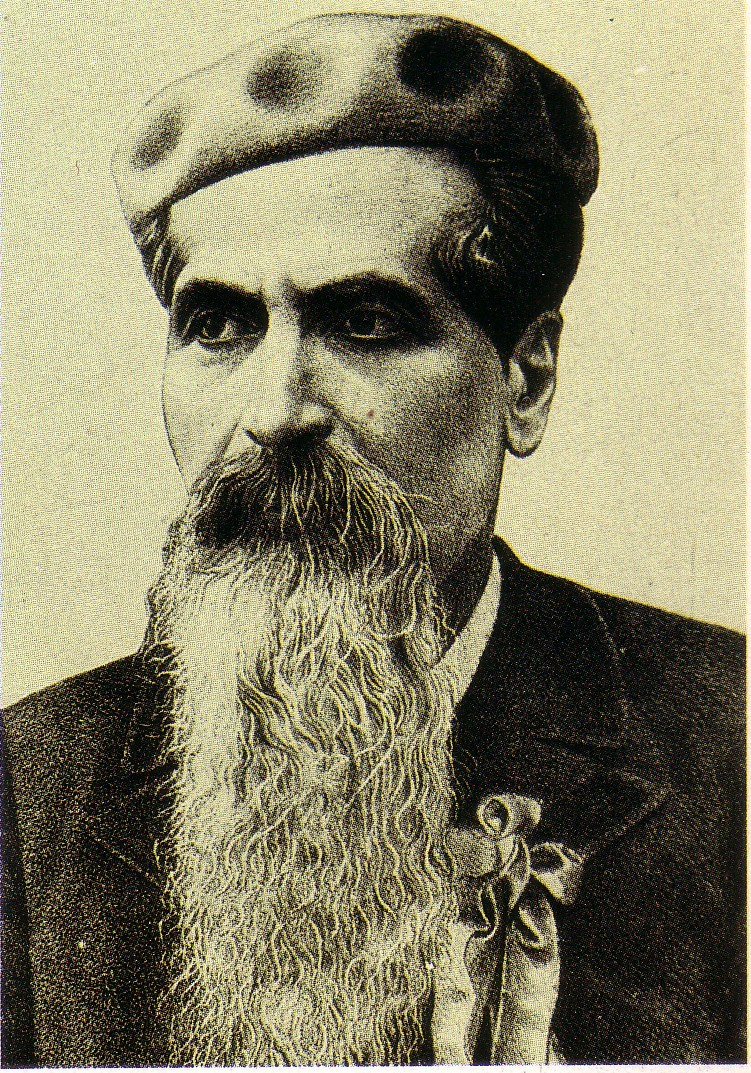
Leandro Alem, chef de la révolution du Parc, fut nommé président provisoire.

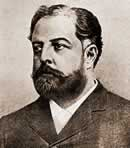
Le sénateur Aristóbulo del Valle œuvra en faveur de la révolution depuis son siège au sénat.

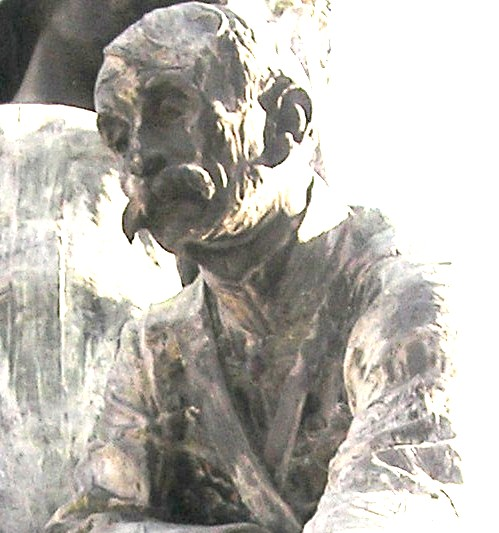
Le général Manuel J. Campos, chef militaire de la révolution.

En 1889, l’Argentine se trouvait en pleine tourmente : une grave crise économique se prolongeait depuis deux ans, provoquant une brusque chute des salaires, une hausse du chômage et une succession inédite de grèves. À la présidence du général Julio Argentino Roca (1880-1886) avait succédé celle de son beau-frère, Miguel Juárez Celman, dont le mandat était entaché d’une série d’accusations de corruption et d’autoritarisme. Ses adversaires appelaient son mode de gouvernement el Unicato.
Le 20 août 1889 parut dans le quotidien La Nación un article intitulé ¡Tu quoque juventud! En tropel al éxito (littér. Tu quoque jeunesse ! Tous en masse vers le succès !), signé de l’avocat Francisco Barroetaveña, qui ébranla l’opinion publique, et plus particulièrement la jeunesse, et où l’auteur fustigeait l’absence de principes moraux chez certains jeunes et le soutien apporté par eux au président Juárez Celman alors en fonction, affirmant notamment :

« Au milieu de ce non-gouvernement général, ou de l’empire de ce régime funeste, qui supprime la vie juridique de la nation, en la remplaçant par l’abus, on perçoit déjà les premiers travaux électoraux en vue de la future présidence, qui doivent assurer que le Président actuel imposera le successeur qu’il a l’esprit, car il dispose de l’or, des concessions et de la force nécessaire pour dénerver les caractères malléables et étouffer toute insurrection. »

Cet article de La Nación incita un groupe de jeunes à faire corps autour de Barroetaveña qui, à son tour, convoqua une grande réunion publique le 1er septembre 1889, dans le parc Florida à Buenos Aires ; c’est à cette occasion que fut fondée l’Union civique de la jeunesse (UCJ), dans l’objectif de regrouper tout l’éventail des opposants au gouvernement de Juárez Celman, ce dernier étant pour sa part soutenu par le parti du gouvernement en place, le Parti autonomiste national (PAN).
Le 15 décembre 1889, dans la paroisse San Juan Evangelista à Buenos Aires, l’Union civique de la jeunesse inaugura son Club cívico par un rassemblement dans le théâtre Iris de La Boca. À la fin de la réunion, les civiques furent attaqués à l’arme à feu par un groupe parapolicier dépêché par le gouvernement. La police présente sur les lieux, au lieu de stopper les assaillants, entreprit au contraire de réprimer violemment les participants à la réunion. L’événement suscita une forte indignation publique et passe pour être l’élément  déclencheur le plus immédiat de la révolution du Parc.
Aristóbulo del Valle racontera que peu de jours plus tard Leandro Alem, Mariano Demaría et lui-même prirent la décision de se soulever en armes. Le motif immédiat était d’« empêcher la soumission désespérée au régime de Juárez ». À ce groupe initial vinrent ensuite se joindre Juan José Romero, Miguel Navarro Viola et Manuel Ocampo. Vers la même époque aussi arriva d’Europe le général Manuel Jorge Campos, militaire qui jouissait de la pleine confiance de Bartolomé Mitre, et avec qui Del Valle décida de prendre contact pour l’attirer à la révolution et, du même coup, recruter à sa cause tout le groupe mitriste. La réponse de Campos fut sans équivoque : « Comptez sur moi, et avertissez-moi au moment opportun ».
Parallèlement aux contacts et préparatifs secrets de la conspiration, l’Union civique de la jeunesse, emmenée par Barroetaveña, s’efforçait d’élargir les bases de son soutien populaire dans Buenos Aires, en mettant sur pied un parti politique plus large : l’Union civique. Le but déclaré était de « former un grand parti de coalition politique apte à vaincre dans les luttes électorales, ou dans le champ de l’action, si les gouvernants devaient bafouer les droits du peuple par la fraude ou la violence ».
En janvier 1890, la crise économique ne cessait de s’aggraver. Les obligations à terme ne pouvaient être payées, et il se produisit une ruée bancaire. La panique ayant poussé les commerçants à augmenter les prix des produits de première nécessité, la population s’appauvrissait rapidement. Le 2 février eurent lieu des élections locales, mais il n’y eut quasiment personne pour aller voter. Le journal El Nacional titra le lendemain : « Les élections d’hier auront une épitaphe : ci-gît le droit électoral ». Le mécontentement de la population se généralisa et trouva promptement un bouc émissaire en la personne du président Juárez Celman.
Un vaste rassemblement fut organisé pour le 13 avril 1890, en vue de fonder l’Union civique. La convocation à cette réunion avait été signée par la quasi-totalité des secteurs d’opposition au gouvernement, par la voix de leurs plus hauts représentants : s’y retrouvaient réunis des personnalités les plus diverses, allant de l’ancien président Bartolomé Mitre avec ses partisans, de tendance conservatrice oligarchique, jusqu’aux grandes figures catholiques José Manuel Estrada et Pedro Goyena, qui s’opposaient activement au laïcisme du Parti autonomiste National au pouvoir. Parmi les signataires de la convocation figuraient des jeunes gens tels que Juan B. Justo, qui quelques années plus tard allait fonder le Parti socialiste argentin, et Francisco Barroetaveña, qui avait su mobiliser les jeunes progressistes des classes moyennes de Buenos Aires ; mais parmi eux se trouvaient également Bernardo de Irigoyen, qui s’était éloigné du pouvoir en place, Vicente Fidel López, historien et ancien recteur de l’université de Buenos Aires, Juan Andrés Gelly y Obes, général vétéran et figure marquante de l’histoire argentine, l’entrepreneur Mariano Billinghurst, et bien sûr les exposants de l’aile populaire de l’alsinisme, Aristóbulo del Valle et Leandro Alem. C’est ce dernier qui fut élu président de l’Union civique.
La création de l’Union civique fut ensuite couronnée par une marche collective vers la place de Mai, à l’avant de laquelle défilaient en se tenant par le bras Mitre, Alem, Del Valle, Vicente López et Estrada. Bientôt, dès le début de la marche, des milliers de citadins se mirent à la rejoindre, remplissant les rues du centre-ville et faisant d’elle le premier rassemblement politique de masse de l’histoire argentine contemporaine. La manifestation provoqua une grave crise politique dans le gouvernement et la démission immédiate de tous les ministres.

## Préparatifs

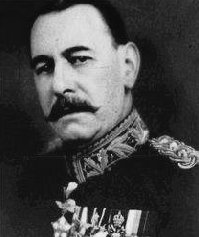
José Félix Uriburu, âgé de 22 ans en 1890, fut l’un des organisateurs de la Loge des 33 officiers, laquelle appuyait la révolution.

L’Union civique une fois fondée, un Comité révolutionnaire fut constitué et des contacts furent noués entre les dirigeants politiques d’opposition et les secteurs mécontents du roquisme au sein des forces armées ; en particulier, une loge militaire fut créée afin d’appuyer l’Union civique, laquelle loge recueillit bientôt la sympathie des jeunes officiers et sera désignée par Loge des 33 officiers. Ses meneurs étaient le capitaine José M. Castro Sumblad, le capitaine Diego Lamas, le lieutenant Tomás Vallée et le sous-lieutenant José Félix Uriburu. Ce dernier allait 40 ans plus tard, en septembre 1930, prendre la tête du coup d’État qui renversa Hipólito Yrigoyen.
La loge militaire offrit à Alem le soutien du Premier Régiment d’infanterie, du Premier Régiment d’artillerie, du Cinquième Régiment d’infanterie, du bataillon du génie, d’une compagnie du Quatrième Régiment et d’un groupe de cadets du Collège militaire. Dans le même temps, Alem se mettait en contact avec les officiers de la marine de guerre, conduits par les lieutenants de vaisseau Ramón Lira et Eduardo O'Connor, et peu après était assuré de l’appui de toute la flotte.
Le 29 mai 1890, Aristóbulo del Valle, qui siégeait au sénat national, accusa le gouvernement devant le Congrès de procéder à des émissions monétaires clandestines, affirmant que c’était là la cause principale du degré de gravité atteint par la crise. La dénonciation de Del Valle eut une grande résonance dans l’opinion publique, résonance qui allait persister dans les mois suivants et contribuer à discréditer le gouvernement.
Pendant ces mêmes jours, Alem obtint en faveur de la révolution à venir l’appui du général de brigade Domingo Viejobueno, commandant du Parc d’artillerie situé Plaza Lavalle à Buenos Aires, à mille mètres à peine du palais de gouvernement, la Casa Rosada.
En juin 1890, le gouvernement entra en cessation de paiement pour sa dette extérieure contractée chez la banque Baring Brothers, objet de grand mécontentement chez les investisseurs étrangers. Ce même mois, le Comité révolutionnaire se composait à présent de Leandro Alem, Aristóbulo del Valle, Mariano Demaría, Juan José Romero, Manuel A. Ocampo, Miguel Goyena, Lucio V. López, José María Cantilo, Hipólito Yrigoyen, des généraux Manuel Jorge Campos et Domingo Viejobueno, des colonels Julio Figueroa et Martín Irigoyen, et du commandant Joaquín Montaña.

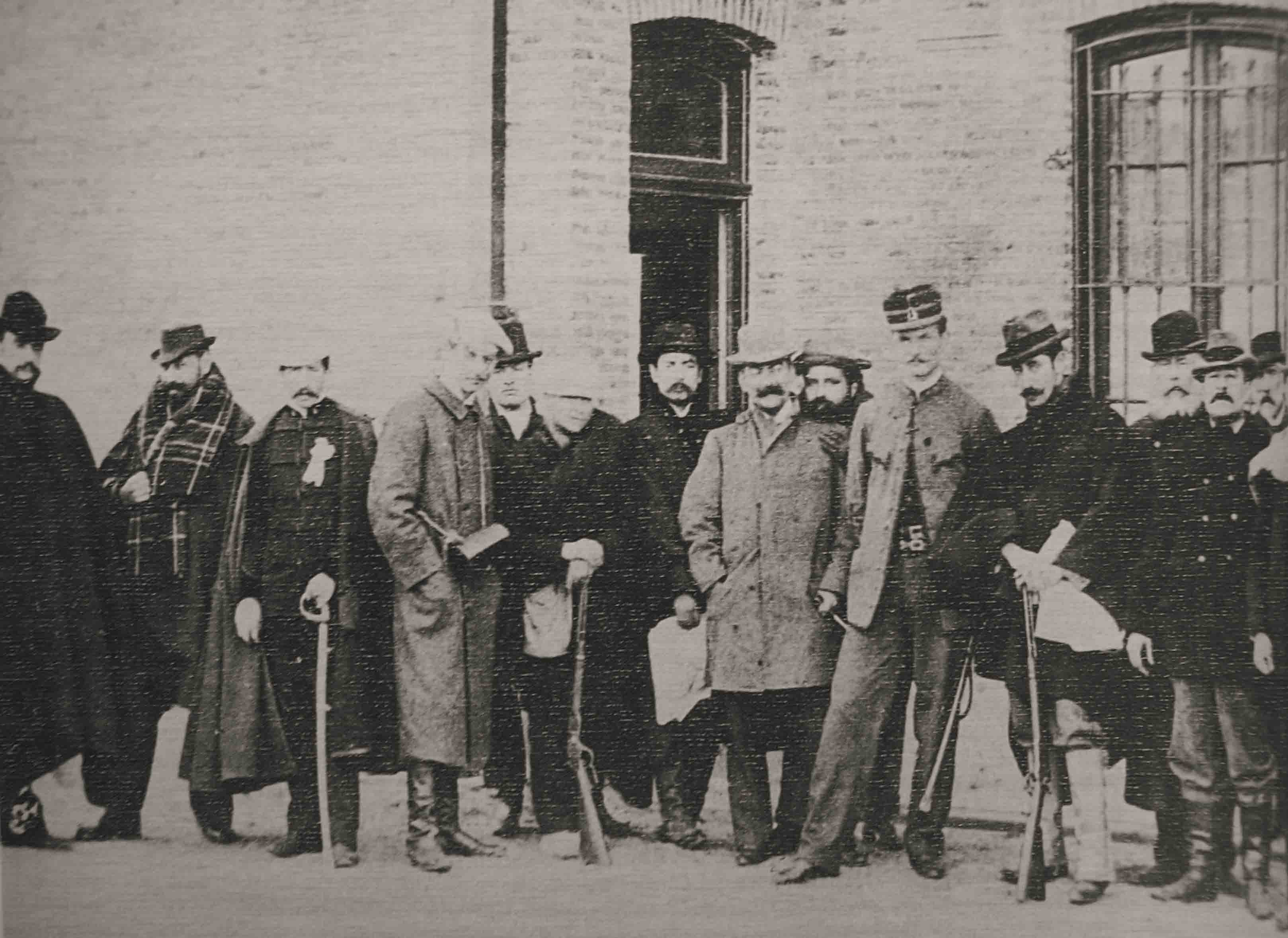
Quelques protagonistes de la révolution du Parc, de gauche à droite : Marcelo T. de Alvear, José Crotto, Enrique Pérez, Luis Basail, Tomás Vallée et Mariano de la Riestra.

Le 17 juillet 1890, le général Campos se réunit avec une soixantaine d’officiers de l’armée de terre et de la marine pour leur communiquer le plan. La révolution serait déclenchée le 26 juillet à 4 heures ; les forces rebelles se concentreraient dans le Parc d’artillerie, où le Comité révolutionnaire se serait installé, et y recevraient leurs ordres. Simultanément, la flotte aurait à bombarder la Casa Rosada et la caserne de Retiro, afin d’empêcher les troupes gouvernementales de se rassembler, puis de les forcer, par une attaque terrestre et maritime conjuguée, à se rendre. En même temps, des groupes de miliciens civils devraient faire prisonniers le président Juárez Celman, le vice-président Pellegrini, le ministre de la Guerre, le général Levalle, et le président du sénat Julio Argentino Roca, et couper les voies de chemin de fer et les lignes télégraphiques. Alem, qui voulait imprimer à la révolution un fort caractère civil, s’opposa à ce rôle marginal imparti aux milices civiques, mais l’opinion des chefs militaires finit par s’imposer.
Pendant cette même réunion, Campos informa que le Onzième Régiment de cavalerie, sous le commandement du général Palma, ralliait la révolution. Cette nouvelle eut un grand retentissement sur les révolutionnaires, car cela concernait en effet le corps réputé le plus loyal au gouvernement ; cependant, il s’agissait d’un piège.
Le lendemain vendredi 18 juillet, le chef militaire de la révolution, Manuel J. Campos, et d’autres chefs militaires tels que Figueroa, Casariego et Garaita, furent arrêtés par le gouvernement sur l’accusation de conspiration, de sorte que la révolution fut dès le départ compromise.

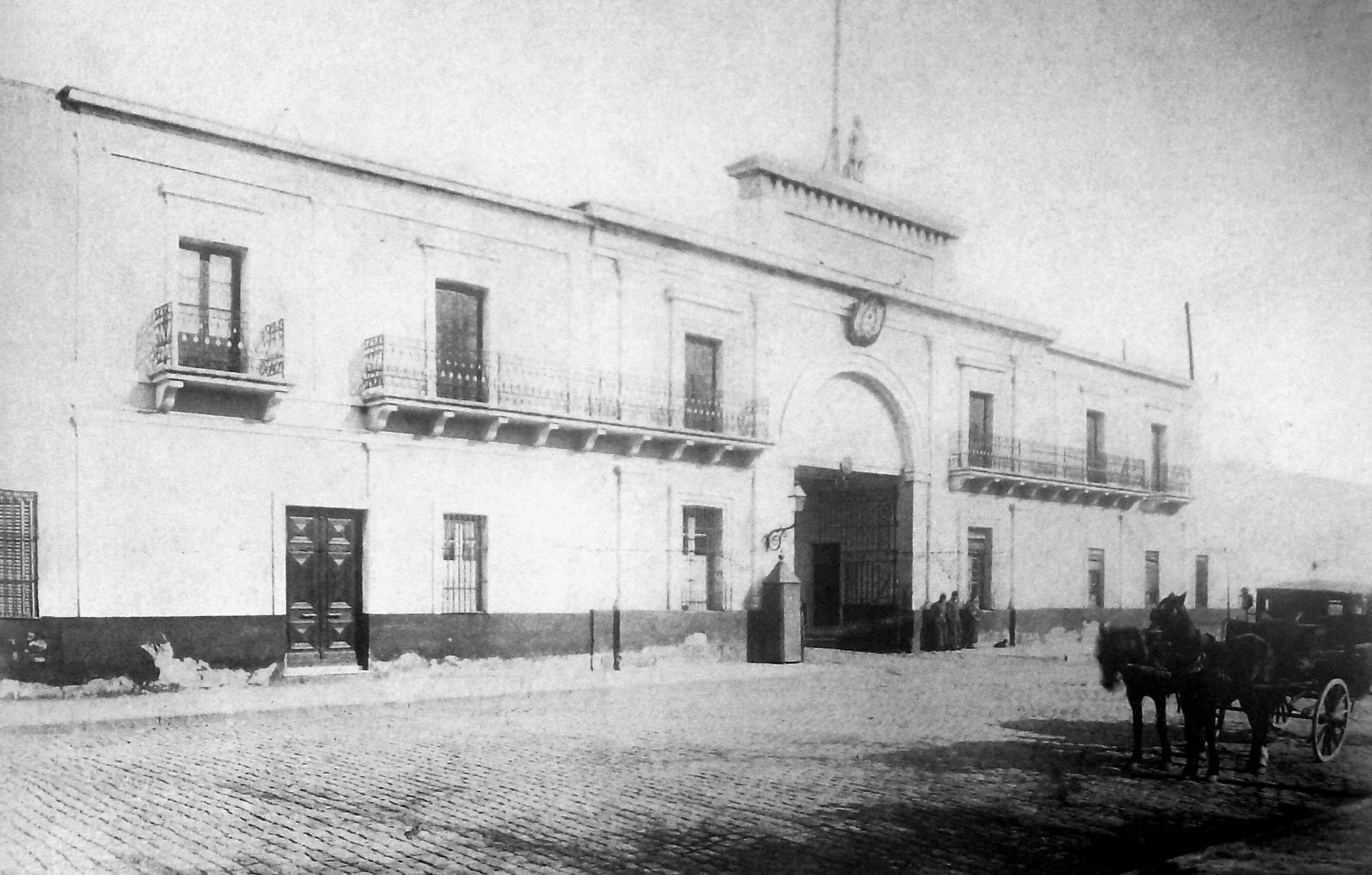
Entrée du Parc d’artillerie sur la Plaza Lavalle, à l’emplacement qu’occupera plus tard (et jusqu’à aujourd’hui) le palais de justice de la Nation.

Dans les jours qui suivirent la détention du général Campos, deux faits historiques eurent lieu qui ont fait l’objet de longues discussions, et qui ont été dès le début mis en relation avec ce qui allait être appelé « le secret de la Révolution de 90 ». En premier lieu, la mission d’enquêter sur la conspiration fut confiée à un militaire sympathisant de l’Union civique, raison pour laquelle les détails essentiels ne seront jamais bien connus du gouvernement. Deuxièmement, le général Julio A. Roca tint une réunion secrète avec le général Campos dans le lieu de détention de celui-ci, réunion dont il n’existe aucun témoignage direct. En outre, durant sa détention, le général Campos sut persuader les commandants du Dixième Bataillon d’infanterie, où il était gardé prisonnier, de passer à la révolution. Tous les historiens ont mis au jour ces aspects mystérieux de la Révolution de 90 et ont évoqué la possibilité d’un accord entre les généraux Campos et Roca, ainsi que d’un plan secret tramé par ce dernier pour tourner la révolution à son propre profit.
Mercredi 23 juillet, le général Campos donna ordre à Alem de poursuivre le plan d’insurrection, puisque lui serait libre de ses mouvements le jour qui aura été arrêté pour le soulèvement. Le vendredi 25 juillet, la Junte révolutionnaire décida de lancer le soulèvement armé le lendemain, à 4 heures du matin. Lors de cette réunion, il fut aussi décidé que Leandro Alem exercerait comme président provisoire, et les noms de ceux qui auraient à assumer les fonctions ministérielles et de commissaire de police en chef furent fixés. Enfin, l’on approuva le Manifeste révolutionnaire rédigé par Lucio Vicente López et Aristóbulo del Valle.

## La lutte armée

### Samedi 26 juillet

#### La concentration des troupes

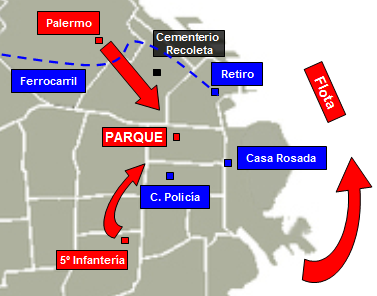
Position des forces en présence. En bleu, celles du gouvernement, en rouge les forces rebelles.

Le samedi 26 juillet, entre 4 heures du matin (il faisait nuit encore) et 8 heures, les troupes des deux camps prirent position. Le centre des affrontements se situait sur les places Lavalle et Libertad et dans les rues adjacentes, tous situés dans le quartier de San Nicolás à Buenos Aires. Il faut y ajouter l’action militaire de la flotte navale, elle aussi en état d’insurrection.

##### Les troupes révolutionnaires

Cocarde portant les couleurs de l’Union civique utilisée pendant le soulèvement.

Le soulèvement armé commença à l’aube du samedi 26 juillet 1890.
À 4 heures, Alem, à la tête d’un régiment civil armé s’empara du stratégique Parc d’artillerie de la ville de Buenos Aires, sur l’actuelle Plaza Lavalle, à l’emplacement où se dresse aujourd’hui le bâtiment de la Cour suprême de justice, à quelque 900 mètres du palais de gouvernement, et en face du chantier récemment ouvert du théâtre Colón.
Simultanément, à partir de Palermo, dans la zone nord de la ville :
- le colonel Figueroa, avec le concours du colonel Mariano Espina, souleva le Neuvième Régiment d’infanterie, aidé en cela par un ordre étrange donné au Onzième Régiment de cavalerie, qui le surveillait, de partir faire des exercices de tir au petit matin. Cet ordre a été attribué à Roca[9] ;
- Aristóbulo del Valle et Hipólito Yrigoyen réussirent à soulever les cadets du Collège militaire ;
- le général Manuel J. Campos poussa à l’insurrection le Dixième Bataillon d’infanterie, dont il était le détenu ;
- les capitaines Manuel Roldán et Luis Fernández firent se rebeller le stratégique Premier Régiment d’artillerie, avec ses nouveaux canons Krupp 75, sous les ordres du major Ricardo Day.

Toutes ces troupes se réunirent et firent mouvement ensemble, en tant que colonne nord, vers le Parc d’artillerie, où ils arrivèrent vers les 6 heures du matin. Vers ce même point convergeaient aussi d’autres corps militaires rebelles et des centaines de miliciens civiques, totalisant environ 1300 soldats et aux alentours de 2500 miliciens, avec toute l’artillerie présente dans la capitale.
Dans le sud, ce fut le Cinquième Bataillon d’infanterie, positionné près de la gare Constitución, dans la rue Garay y Sarandí, qui se souleva, se mettant en marche également, sous les ordres du commandant Ruiz et du major Bravo, en direction du Parc d’artillerie. 

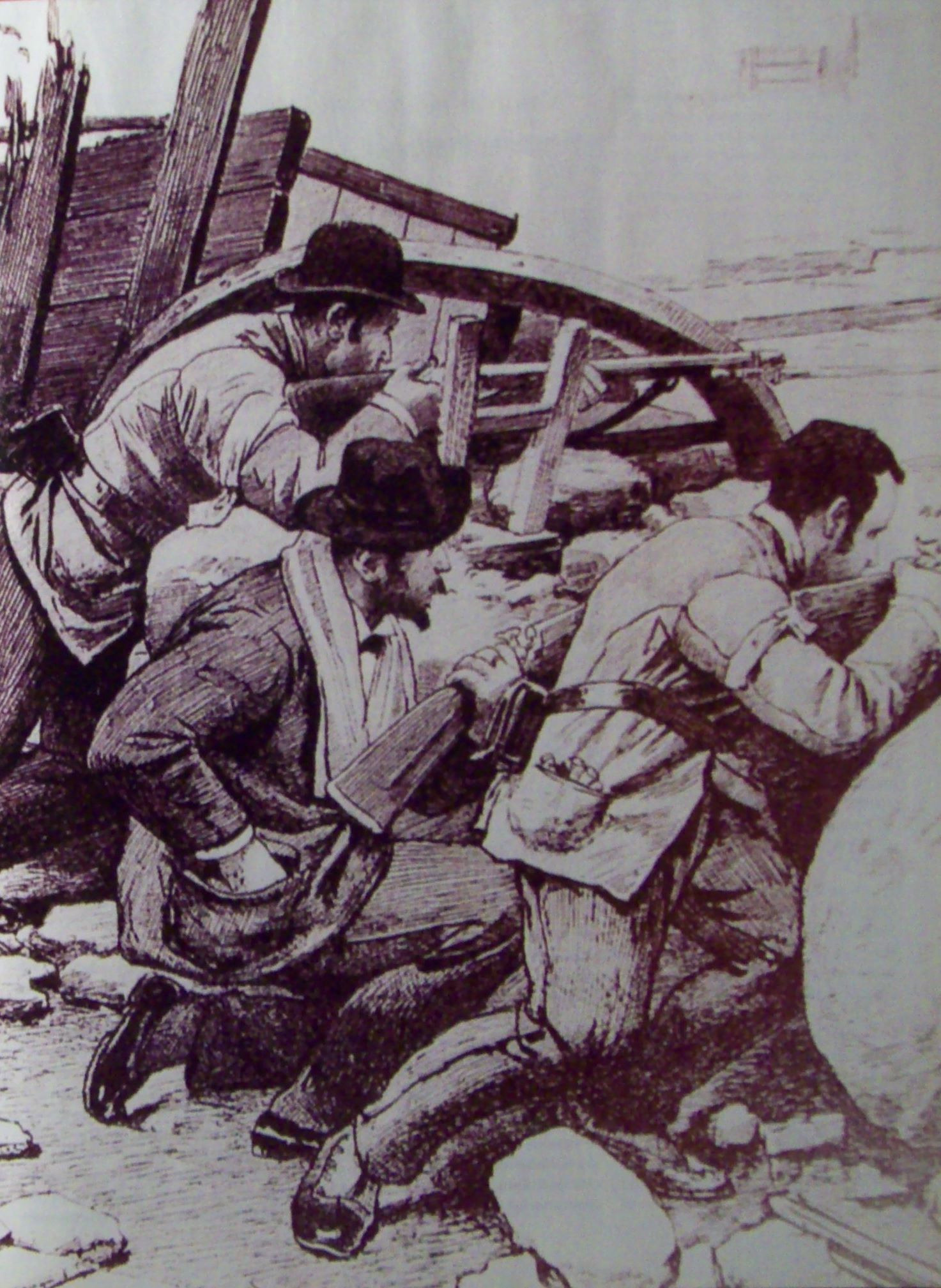
Scène de la Révolution du parc.

Toujours dans la matinée, le lieutenant de vaisseau Eduardo O’Connor souleva la majeure partie de l’escadrille navale mouillée dans le port de La Boca, au sud de la Casa Rosada. Les navires rebelles étaient : le croiseur Patagonia, navire amiral ; le Villarino ; l’Ariete torpilleur Maipú ; et le monitor Los Andes. Toutefois, la prise de contrôle de la flotte par les révolutionnaires prit un certain temps, car il y eut un âpre affrontement armé sur le Maipú et l’amiral loyaliste Cordero parvint à manœuvrer le cuirassé Los Andes de telle sorte à contrecarrer les actions des insurgés, jusqu’au moment où l’équipage du vaisseau lui-même vint à se mutiner et immobilisa le navire.
Enfin, les troupes révolutionnaires pouvaient compter sur le soutien de civils armés, organisés en milices civiques. La plupart des miliciens civils allèrent rejoindre les bastions militaires, dits cantonnements (en espagnol cantones), où ils se placèrent sous les ordres du commandant respectif de chaque cantonnement. Cependant, le corps principal des milices civiques était la Légion citoyenne (« Legión Ciudadana »), qui regroupait quatre centaines de combattants et était sous le commandement de Fermín Rodríguez, président du Club Independiente de la Concepción (cercle politique affilié à l’Union civique) et membre du Comité exécutif de l’Union civique ; Emilio Gouchón était chef en second. La Légion citoyenne se composait de cinq bataillons, sous le commandement de José S. Arévalo, Enrique S. Pérez, José Camilo Crotto (qui des années plus tard allait devenir gouverneur de la province de Buenos Aires sous l’étiquette UCR), Francisco Ramos, et José L. Caro, respectivement.
Au cours de la révolution, un autre corps organisé de miliciens civils se constitua, le Bataillon de civiques Buenos Aires, créé et commandé par le colonel Dr Juan José Castro, avec comme chef en second le commandant Pedro Campos. Le Bataillon Buenos Aires comprenait un état-major, six compagnies de grenadiers, une compagnie de chasseurs, et quatre compagnies civiles supplétives.

##### Les troupes gouvernementales

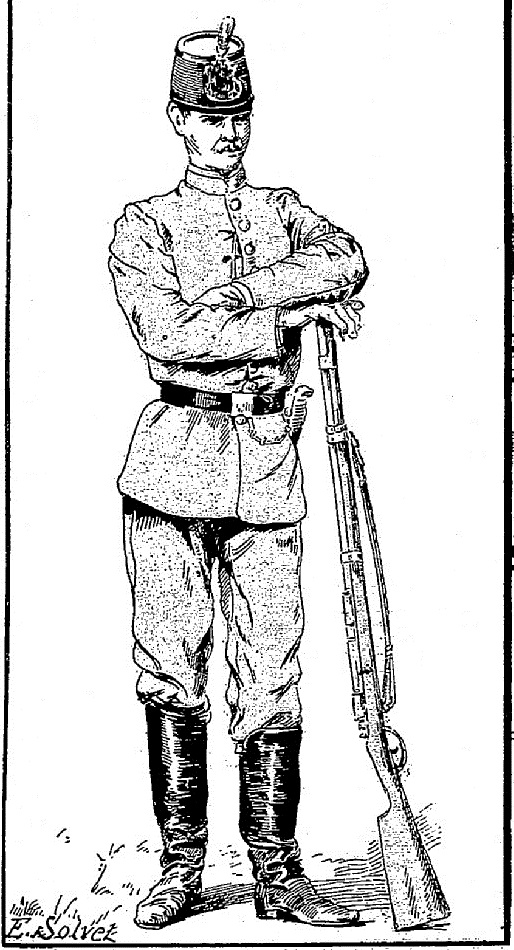
Soldat d’infanterie (L'Univers illustré, 1890).

De leur côté, les troupes loyalistes commencèrent elles aussi à se regrouper de fort bonne heure, plusieurs fonctionnaires du gouvernement ayant en effet eu vent du soulèvement dès les premières heures.
Le site principal où se concentrèrent les forces du gouvernement était le Retiro, dans la zone nord-est de Buenos Aires. Là se trouvait une importante caserne, à l’endroit où s’étend actuellement la Plaza San Martín. En outre, c’est là aussi que se trouvait la gare de chemin de fer terminus de Retiro, d’importance stratégique car permettant d’acheminer les troupes cantonnées dans les provinces. À partir de 6 heures, tous les hommes clef du gouvernement prirent leurs quartiers dans le Retiro ; ce sont : le président Miguel Juárez Celman, le vice-président Carlos Pellegrini, le président du Sénat Julio Argentino Roca, le ministre de la Guerre le général Nicolás Levalle, lequel prit le commandement direct des troupes loyalistes, et le commissaire de police en chef le colonel Alberto Capdevila.
La totalité de l’artillerie étant tombée entre les mains des rebelles, Levalle fit amener au Retiro trois petits canons qui se trouvaient dans la capitainerie du port de La Boca, sur le fleuve Riachuelo, et qu’on utilisait pour tirer des salves, et un autre encore qui servait aux exercices au Collège militaire.
D’autre part, quelque 3000 agents de police se replièrent dans l’hôtel de police sis sur la limite sud-ouest du quartier de Monserrat, dans les actuelles rues Moreno et Virrey Cevallos.
Quant au palais de gouvernement, la Casa Rosada, elle était restée essentiellement sans défense, gardée seulement par quelques policiers.
Après que le gouvernement se fut retrouvé rassemblé dans la caserne de Retiro, Pellegrini et Roca recommandèrent que le président Juárez Celman quittât Buenos Aires à destination de Campana. Juárez Celman s’y opposa, soupçonnant à raison une conspiration interne, mais l’unanimité du cabinet ministériel ne lui laissa aucune latitude pour maintenir sa position ; ainsi le commandement politique échut-il à Pellegrini et à Roca.

#### Ordre du général Campos de se tenir au-dedans du Parc d’artillerie

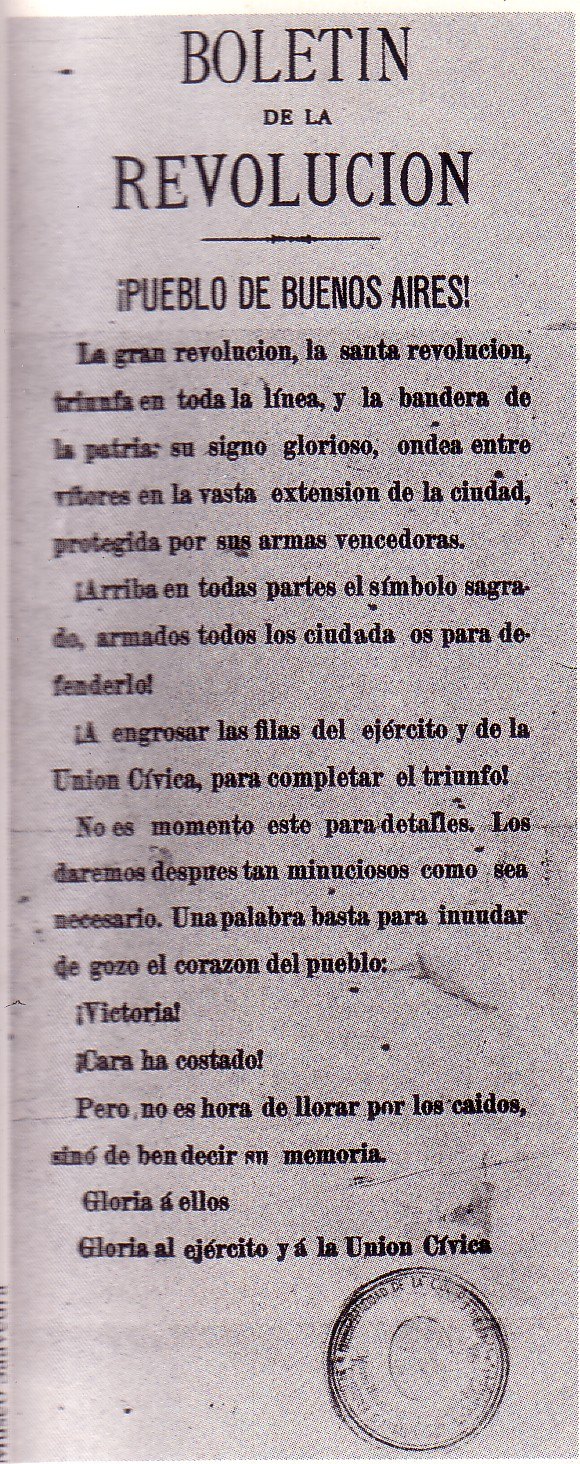
Placard révolutionnaire.

Les troupes révolutionnaires une fois concentrées dans le Parc d’artillerie, le général Manuel J. Campos modifia le plan établi le soir précédent, et au lieu d’attaquer les positions du gouvernement et d’assaillir la Casa Rosada, donna à ses troupes l’ordre de rester campées à l’intérieur du Parc.
Cette décision de Campos a fait l’objet d’analyses diverses. La grande majorité des historiens s’accordent à dire que Campos avait conclu un accord secret avec Julio Argentino Roca quelques jours auparavant, lorsque celui-ci vint le visiter pendant sa détention. Il semblerait que Roca ait encouragé le soulèvement, dans le but de provoquer la chute du président Juárez Celman, mais en même temps ait voulu éviter, par le moyen de son entente secrète avec le général Campos, que les forces rebelles ne prennent l’offensive et viennent à défaire les troupes gouvernementales, ce qui eût produit le résultat d’installer Leandro Alem comme président provisoire et mis fin au pouvoir du tout-puissant Parti autonomiste national.
Les arguments avancés par le général Campos pour justifier une telle décision allaient varier tout au long de la journée et même, dans quelques cas, frôler l’absurde. D’abord, il soutint que les soldats eussent à faire connaissance les uns avec les autres, et à s’alimenter ; ensuite, il prétendit escompter que les troupes loyalistes passent à la révolution, puis plus tard fit valoir que son plan consistait à inciter les forces gouvernementales à s’engager sur la Plaza Lavalle, par les rues Viamonte et Tucumán, puis à les vaincre en une seule et grande bataille.
En gardant ses hommes retranchés dans le Parc d’artillerie, le général Campos permit au gouvernement d’abord de se réorganiser à Retiro, et ensuite de déclencher l’offensive contre les positions des révolutionnaires, pendant que de nouvelles troupes en provenance des provinces arrivaient en renfort des forces gouvernementales. D’autre part, nombre de troupes qui guettaient l’offensive rebelle pour passer à leur tour dans l’autre camp, comme notamment les policiers qui gardaient la caserne centrale et quelques régiments dans la province de Buenos Aires, finirent par renoncer à leur dessein devant l’inaction des révolutionnaires.
Leandro Alem contesta d’abord la décision du général Campos, au motif qu’elle s’écartait du plan révolutionnaire initial, mais finit par l’accepter sans percevoir qu’ainsi on réduisait considérablement les chances de succès de la révolution. Alem lui-même reconnut après coup cette grave erreur, dans son rapport de fin d’année sur les événements de juillet présenté devant l’Union civique :

« J’ai donné mon assentiment aux modifications du plan militaire révolutionnaire, [modifications] qu’en ce moment suprême me dicta le général de notre armée, en invoquant la série d’arguments cités ci-haut et d’autres du même ordre ; et en conséquence, j’envoyai les injonctions aux chefs de corps gouvernementaux et au commissaire de police en chef. Je reconnais que ce fut une erreur aux graves conséquences d’avoir accepté, moi, ces modifications au plan militaire méticuleusement conçu au préalable ; mais, comme il s’agissait d’opérations de guerre, auxquelles le général de l’armée mettait tant d’objections, je finis par céder. Pour moi, l’échec de la révolution découle de la non-exécution du plan militaire établi par le Comité révolutionnaire. Comprenant maintenant l’immense importance qu’avait cette modification dudit plan, je vois que j’aurais dû soumettre à un comité de guerre cette modification si radicale du mouvement révolutionnaire, et ne pas assumer moi seul une pareille responsabilité. »

En conséquence, le général Campos ordonna alors de défendre le Parc d’artillerie et à cet effet, pour en garder les accès, fit installer les canons Krupp dans les six rues débouchant sur la place. C’est ce dont se chargea le major Ricardo Day, avec l’aide des capitaines Roldán et Fernández et du lieutenant Layera. D’importance particulièrement critique étaient les batteries postées à l’angle des rues Talcahuano et Viamonte, dans le porche de l’école Avellaneda, c’est-à-dire à un îlot du Parc d’artillerie et sur la même voie.

#### Lescantonnements

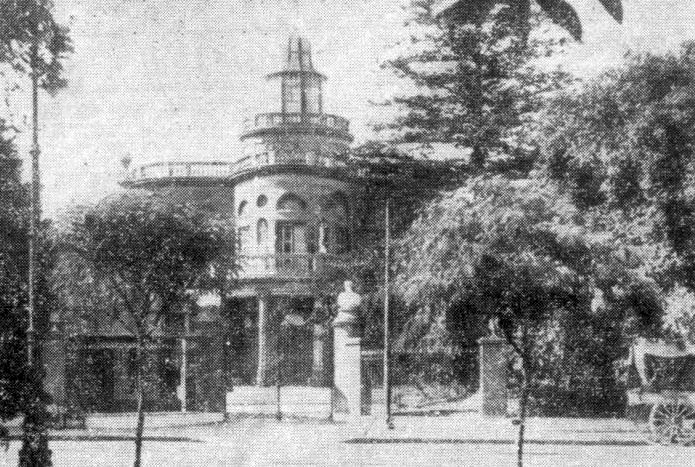
Le palais Miró, qui servit de cantonnement révolutionnaire principal.

Les civils qui s’étaient rendus dans le Parc d’artillerie pour rallier la révolution reçurent, après avoir été pourvus d’armes, l’ordre de monter des cantonnements (« cantones ») et des barricades aux débouchés de rue entourant le site. Les cantonnements étaient des postes militaires installés dans des immeubles stratégiques, c’est-à-dire situés sur une intersection. Les révolutionnaires, mais aussi les troupes loyalistes, s’emparaient de ces immeubles, puis se postaient sur les plates-formes, aux balcons et derrière les fenêtres, d’où ils faisaient feu sur toute force ennemie qui s’approchait. Les cantonnements révolutionnaires étaient habituellement assortis de barricades élevées à l’aide des pavés de la rue.
Il est estimé qu’il y eut une cinquantaine de ces cantonnements révolutionnaires, concentrés dans une centaine d’îlots, où allèrent se barricader quelque 2500 miliciens civiques, coiffés de bonnets blancs en guise de signe distinctif. Au nord, ce dispositif de cantonnements s’étendait jusqu’à la rue Paraguay (à trois îlots du Parc d’artillerie) ; au sud, il atteignait la rue Moreno, face à l’hôtel de police, à 8 îlots du Parc ; à l’ouest, il touchait à la rue Junín, à 7 îlots du Parc, et à l’est à la rue Suipacha, éloignée de 4 îlots.
Le cantonnement le plus important fut aménagé dans le palais Miró, vaste manoir urbain entouré de jardins, situé sur le côté nord de la Plaza Lavalle, et possédant des dépendances près de l’angle des rues Libertad et Viamonte. Le cantonnement du palais Miró, qui était sous le commandement du major Carmelo Cabrera d’abord, puis du capitaine Cortina, hébergea jusqu’à une centaine de combattants et disposait d’une mitrailleuse placée sur le toit. L’édifice sera gravement endommagé par les combats.
Un autre cantonnement important fut disposé dans l’école Avellaneda, à l’angle des rues Viamonte et Talcahuano, où l’on installa aussi une batterie de canons. Le grand nombre de combattants qui y périrent valut à ce cantonnement le surnom de « angle de la Mort ». Parmi les révolutionnaires qui y laissèrent leur vie figurent le frère du général Campos, le colonel Julio Campos, et le capitaine Manuel Roldán, un des fondateurs de la Loge des 33 officiers.
Est à signaler également, comme étant de particulière importance, le cantonnement General Mitre, l’un des plus avancés et l’un de ceux qui eurent à subir le plus grand nombre d’assauts. Implanté au carrefour des rues Córdoba et Talcahuano, il était placé sous les ordres du colonel Juan José Castro. Parmi les combattants morts au combat dans ce cantonnement, on note le nom du jeune garçon N. Díaz, chargé de battre le tambour d’ordres.
Le cantonnement Frontón Buenos Aires, situé rue Viamonte entre les rues Libertad et Cerrito, fut en combat incessant et, quoique complètement cerné par les forces gouvernementales, ne se rendit pas.

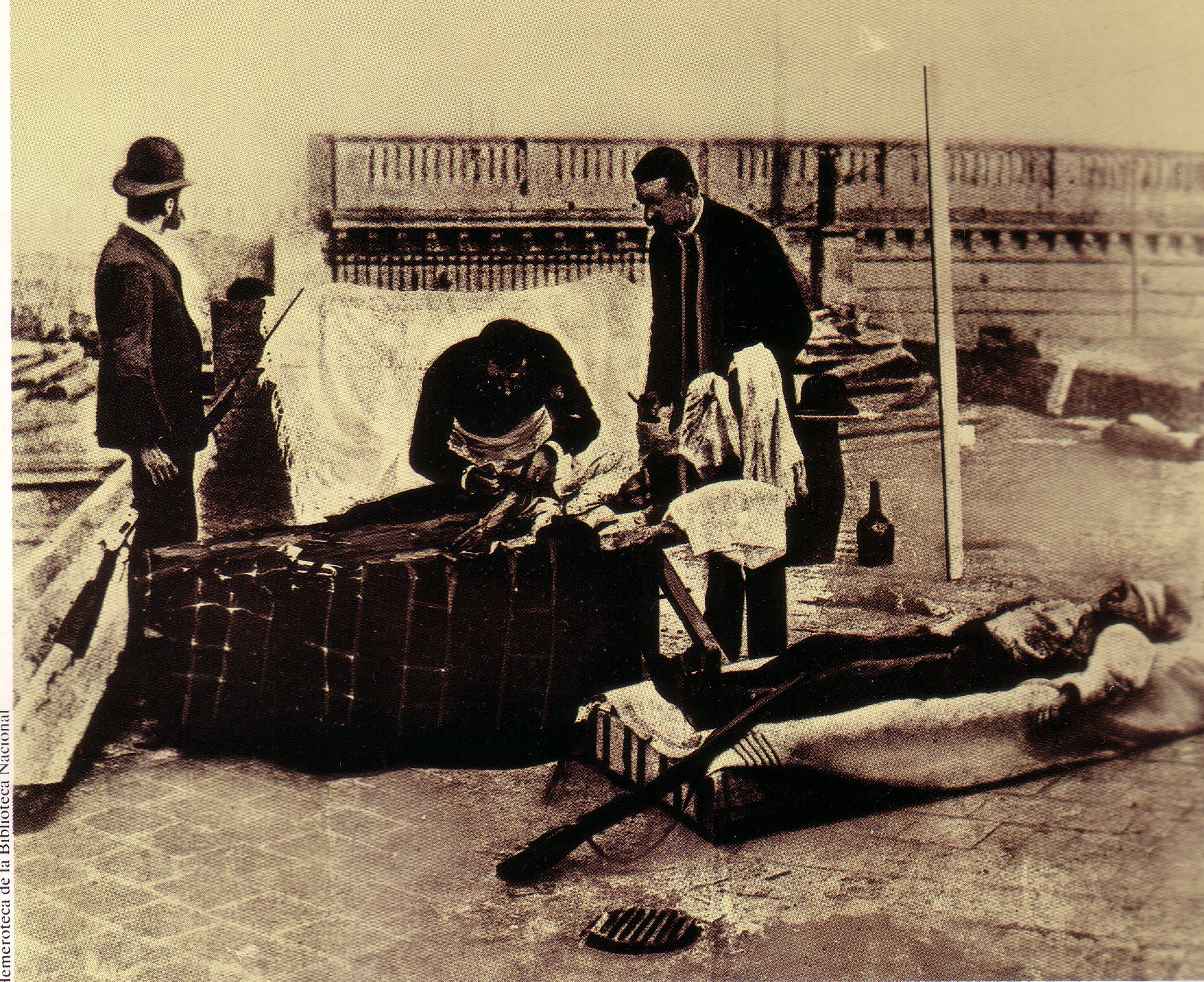
Combattants blessés recevant les premiers soins sur une plate-forme d’immeuble.

Méritent mention également les cantonnements importants suivants :
- Cantonnement Julio Campos, nommé ainsi en l’honneur du colonel mort au combat, sis à l’angle des rues Rivadavia et Santiago del Estero (angle S.E.), sous les ordres de Francisco Fernández ;
- Lavalle et Cerrito, à l’angle des rues du même nom (angle S.E.), sous le commandement du lieutenant Leandro Anaya, qui nombre d’années plus tard, sous le gouvernement d’Hipólito Yrigoyen, allait exercer comme commandant en chef de l’armée de terre ;
- Talcahuano et Piedad, à l’angle des rues du même nom (la rue Piedad a été rebaptisée rue Bartolomé Mitre), fort important car occupant trois angles. Se trouvait sous les ordres du milicien civique Mariano H. De la Riestra ;
- Rue Lavalle 1439, entre les rues Uruguay et Paraná, sous le commandement du milicien Luis N. Basil ;
- Cantón no 1, sis rue Libertad entre les rues Lavalle et Tucumán, sous les ordres du capitaine Augusto C. Fortunato ;
- Lavalle et Paraná, à l’intersection des rues du même nom, sous le commandement du capitaine D. Gualberto V. Ruiz ;
- Talcahuano et Lavalle, au coin des rues du même nom (angle S.E.), probablement établi dans le Café del Parque, commandé par le milicien Domingo A. Bravo ; c’est là qu’avaient pris coutume de séjourner les chefs civils de la révolution ;
- Paraná et Tucumán (angle N.O), sous les ordres de Ramón Tristán, cadet du Collège militaire ;
- Rivadavia et Junín (angle N.O.), sous les ordres du milicien Antonio Martínez ;
- Lavalle, entre les rues Libertad et Cerrito (presque à l’angle de la rue Libertad, sur la droite), resta en combat pendant toute la durée de la révolution (trois jours). Fut sous le commandement du tirailleur espagnol José López ;
- Cantonnement General Campos, à l’angle des rues Rivadavia et Rodríguez Peña (angle N.O.), sous les ordres du milicien et avocat Carlos D. Benítez ;
- Cantonnement Libertad, à l’angle des rues Lavalle et Callao, sous le commandement du milicien Eduardo Farías ;
- Uruguay, entre les rues Tucumán et Viamonte, sous les ordres du milicien Alejandro Suárez ;
- Artes, au n° 526 de la rue Artes (actuelle rue Pellegrini), commandé par le milicien José Fernández[8].

La célèbre confiserie El Molino accueillit elle aussi un cantonnement révolutionnaire, tout comme l’église et le couvent de jésuites Saint-Sauveur (del Salvador), qui se trouvaient dans l’îlot délimité par les rues Lavalle, Callao, Tucumán et Riobamba.
Les rebelles créèrent aussi des hôpitaux de sang (« hospitales de sangre ») sur la ligne de front, que faisaient fonctionner des médecins et des étudiants volontaires. Parmi ceux-ci se distingua plus particulièrement le Dr Julio Fernández Villanueva, qui périt sur le cantonnement Libertad et Viamonte, alors qu’il était occupé à sauver des blessés, l’étudiante en médecine Elvira Rawson, qui allait devenir la deuxième femme médecin d’Argentine et une éminente féministe, et le Dr Juan B. Justo, fondateur six ans plus tard du Parti socialiste argentin.

#### Erreurs initiales

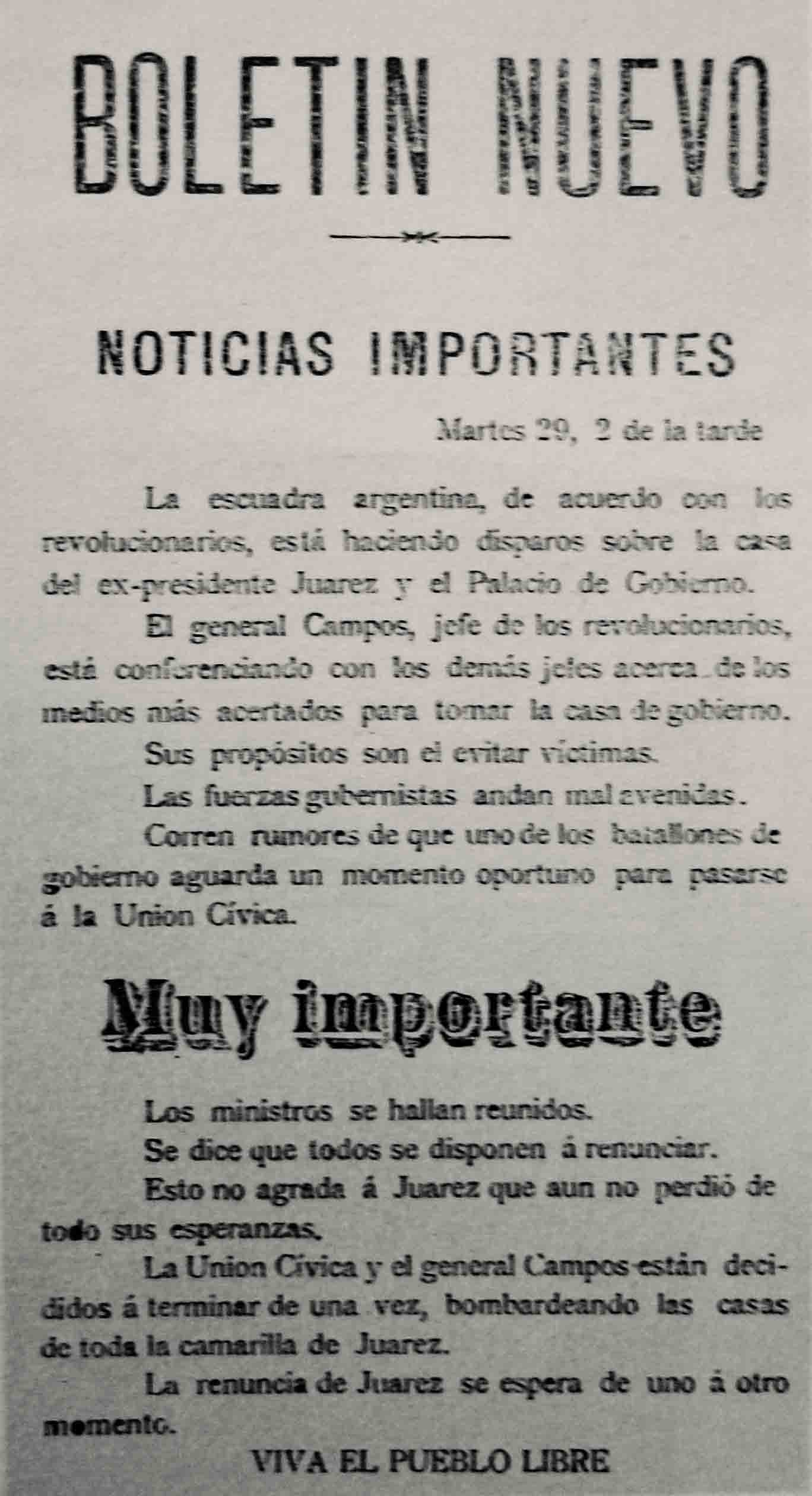
Bulletin de la Révolution.

Le plan révolutionnaire incluait la mise en détention des principaux dirigeants du gouvernement, savoir : Miguel Juárez Celman, Carlos Pellegrini, Julio Argentino Roca, et le général Nicolás Levalle. Cette action était de première importance non seulement pour désorganiser le gouvernement, mais aussi pour éviter une subséquente guerre civile dans le cas d’un succès initial de la révolution, attendu qu’il était prévisible que le gouvernement, face à un tel succès, chercherait à se refaire des forces dans les provinces et, à partir de celles-ci, s’efforcerait de se réorganiser.
La mission de mise en détention devait être accomplie par les miliciens civils, mais pour des raisons jamais élucidées, les détentions prévues n’eurent pas lieu. La raison fondamentale en fut, semble-t-il, une organisation très déficiente de la mission par le Comité révolutionnaire de l’Union civique. La non arrestation des chefs de file du gouvernement laissa tout le loisir aux forces loyalistes de se ressaisir rapidement et contribua considérablement à la défaite de la révolution.
Une autre erreur importante de départ concerne la quantité de munitions à la disposition des révolutionnaires. Au début du mouvement, les chefs civils et militaires avaient calculé que le Parc d’artillerie contenait 510 000 tirs de Remington. Cependant, alors que la lutte était déjà bien engagée, les révolutionnaires s’aperçurent que les munitions disponibles n’arrivaient pas même à la moitié de ce qui avait été calculé. Certaines sources attribuent l’erreur à la corruption régnant au sein du gouvernement et à la falsification des livres de compte ; d’autres sources soutiennent que la confusion autour de la quantité réelle de munitions fut délibérément provoquée par le général Campos pour mener la révolution à la défaite, ou que les meneurs de la révolution commirent simplement l’erreur funeste de ne pas vérifier personnellement celles présentes.
En outre, il y eut des difficultés pour communiquer avec la flotte de guerre insurgée. Le plan prévoyait un système de signaux à l’aide de globes lumineux, que toutefois on avait négligé de se procurer ; la communication avec la flotte, et donc la coordination des actions, en fut compromise.

#### Premiers combats

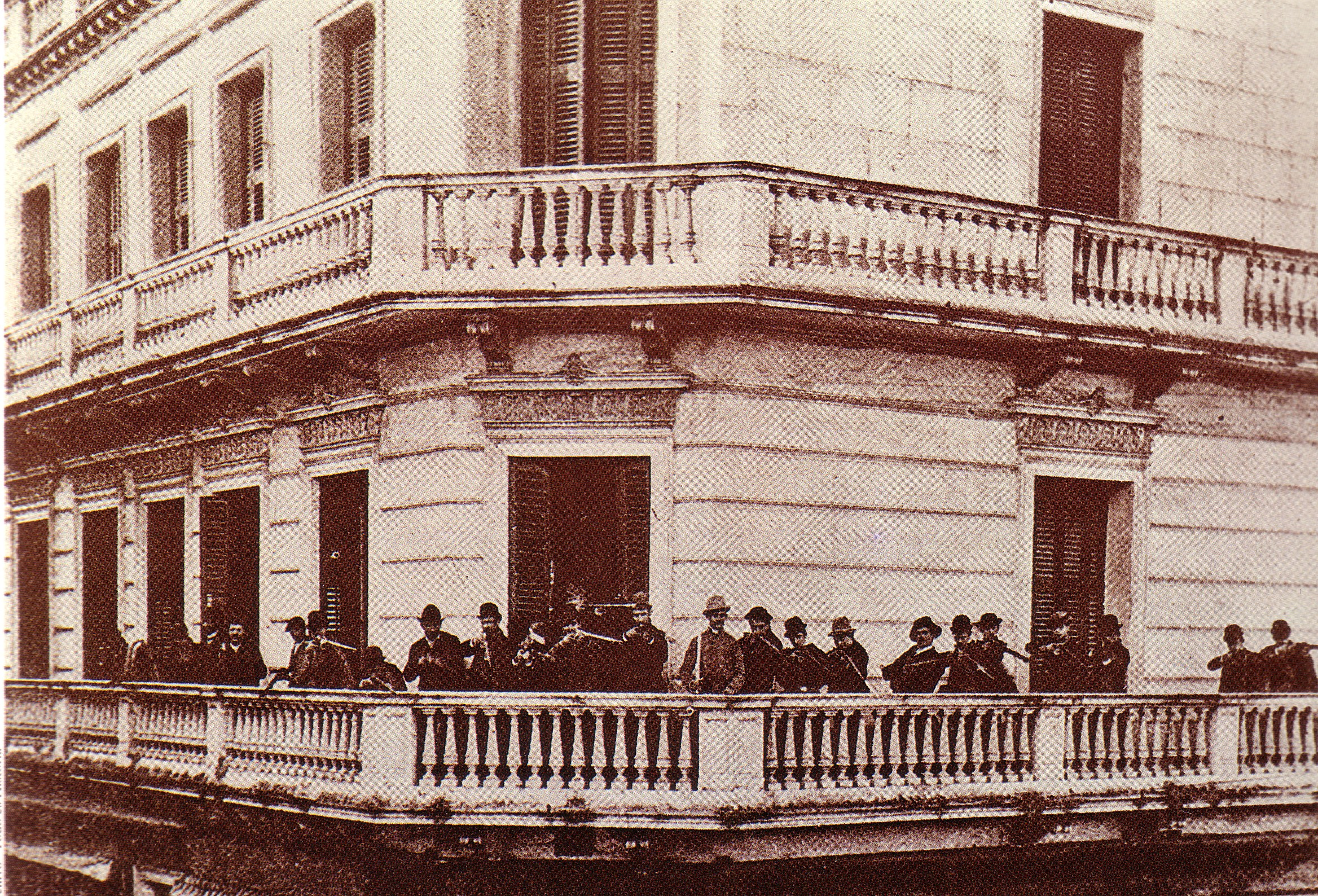
Révolutionnaires dans le cantonnement à l’angle des rues Piedad (actuelle rue Mitre) et Talcahuano.

Tôt le matin, le commandant de police Ramón Falcón, arrivé au Parc d’artillerie pour prendre le commandement des troupes de police qui gardaient le lieu, fut fait prisonnier par les révolutionnaires. Plusieurs années plus tard, Falcón sera désigné commissaire en chef de la police et donnera ordre pendant la Semaine rouge de mai 1909 de réprimer dans le sang une marche syndicale, en représailles de quoi il fut tué dans un attentat par l’anarchiste Simón Radowitzky.
Entre 8 h.30 et 9 h. du matin, un violente fusillade se produisit rue Paraná et dans l’avenue Corrientes. Dans le même temps, deux grandes colonnes de policiers, comptant une centaine d’hommes chacune, dirigées par le major Toscano, se mirent à attaquer, par les rues Viamonte et Lavalle, les positions rebelles de la rue Cerrito. Dans la rue Lavalle, les policiers, emmenés par le commissaire Sosa, s’efforçaient de parvenir à la Plaza Lavalle dans trois voitures de tram.
L’assaut toutefois fut repoussé par plusieurs bataillons du Neuvième d’infanterie sous les ordres du colonel Espina, lequel du reste était ouvertement en désaccord avec l’attitude passive du général Campos, et qui put compter sur l’appui des milices retranchées dans les cantonnements civiques et derrière les barricades, ainsi que de l’artillerie postée sur la place Lavalle. Les combats provoquèrent un grand nombre de victimes dans les deux camps. Parmi les blessés figurait le commissaire en chef de la police lui-même, le colonel Capdevila.

#### Le bombardement naval

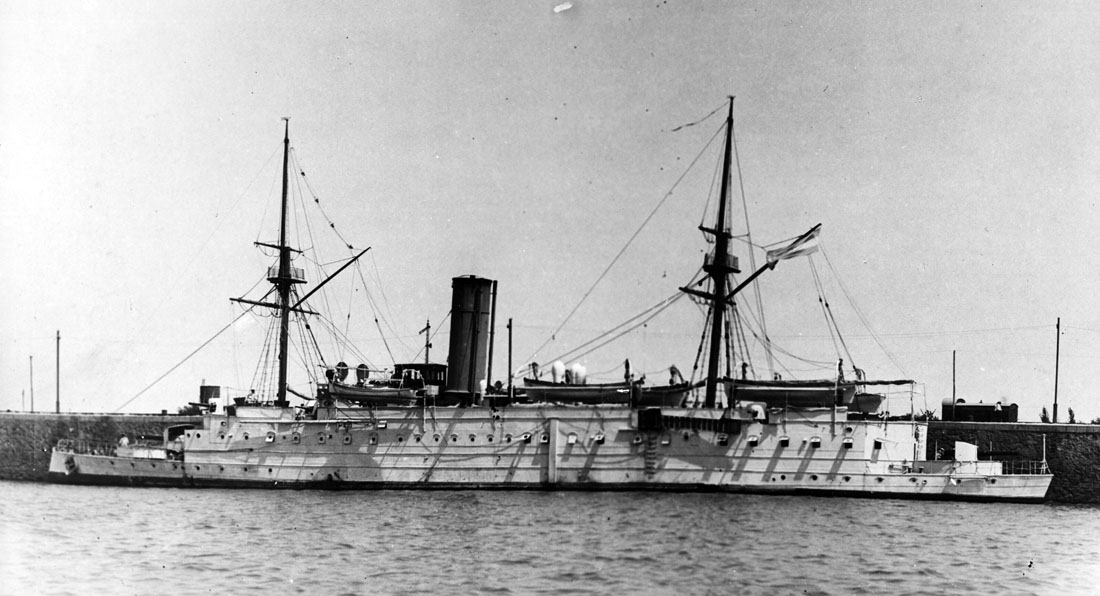
Le croiseur La Patagonia, vaisseau amiral de la flotte révolutionnaire qui canonna Buenos Aires.

La flotte insurgée, nonobstant les graves problèmes de communication avec les chefs rebelles du Parc d’artillerie, appareilla de sa base sur l’embouchure du Riachuelo et, ayant pris position dans le Río de la Plata derrière la Casa Rosada, commença à bombarder au hasard la caserne de Retiro, l’hôtel de police avec la zone environnante dans le sud de Buenos Aires, et la Casa Rosada elle-même. Pendant ces journées, la flotte tira 154 obus sur la ville.
L’efficacité de ce pilonnage se ressentit cependant de ce que la flotte n’avait aucun moyen d’une part de vérifier si les cibles étaient atteintes, d’autre part de se coordonner avec les troupes de terre. De surcroît, les vaisseaux de guerre étrangers mouillés dans le port de Buenos Aires, en particulier le navire américain Tulapoose, enjoignirent à la flotte rebelle de cesser le bombardement de la ville — ce pourquoi les marins américains seront ensuite décorés par le gouvernement argentin.

#### De la batalla de Plaza Libertad a la batalla de Plaza Lavalle

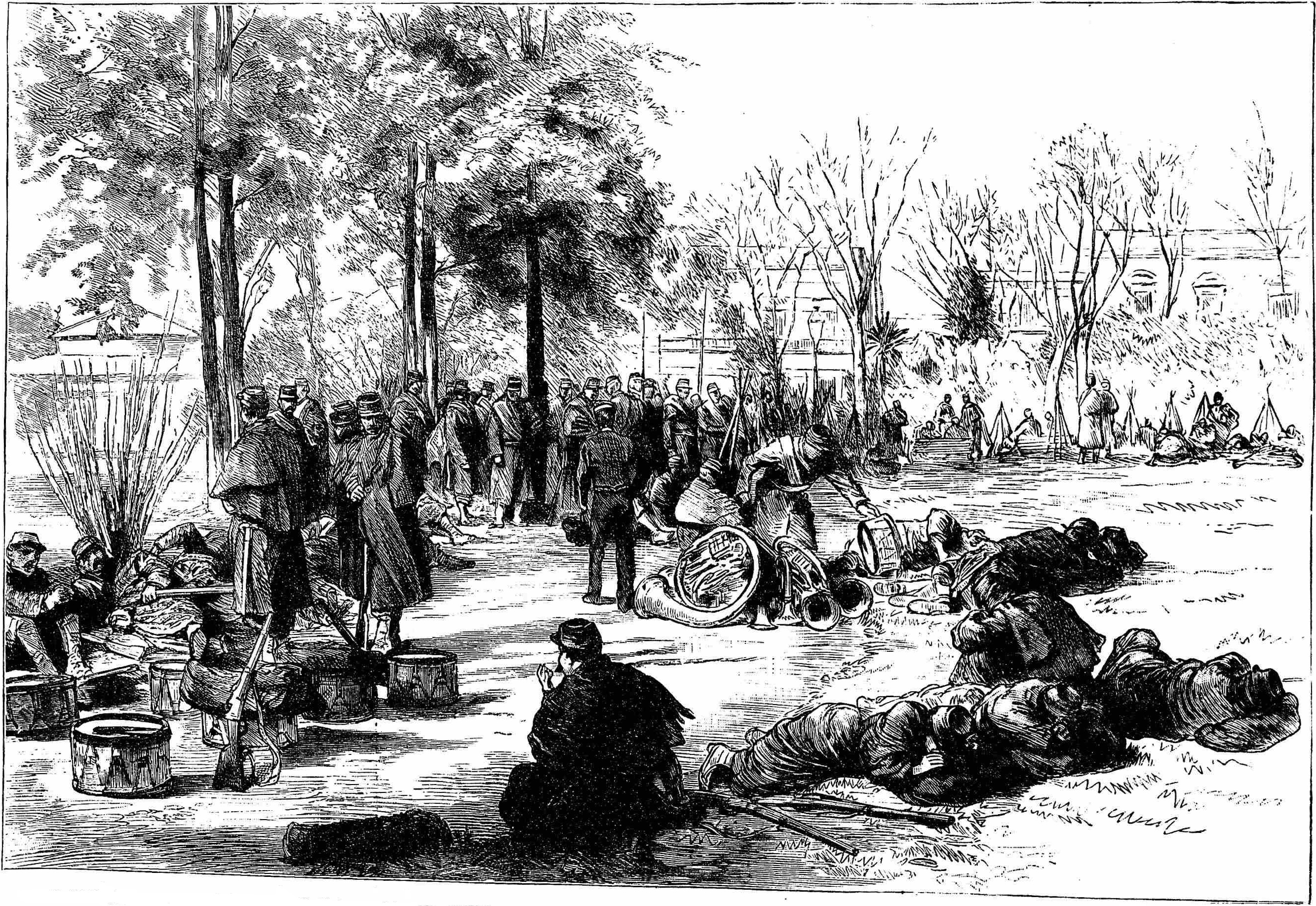
Les troupes gouvernementales se repliant sur la Plaza Libertad, à 300 mètres environ de la Plaza Lavalle, à l’issue de leur premier accrochage avec les insurgés (The Graphic, 1890).

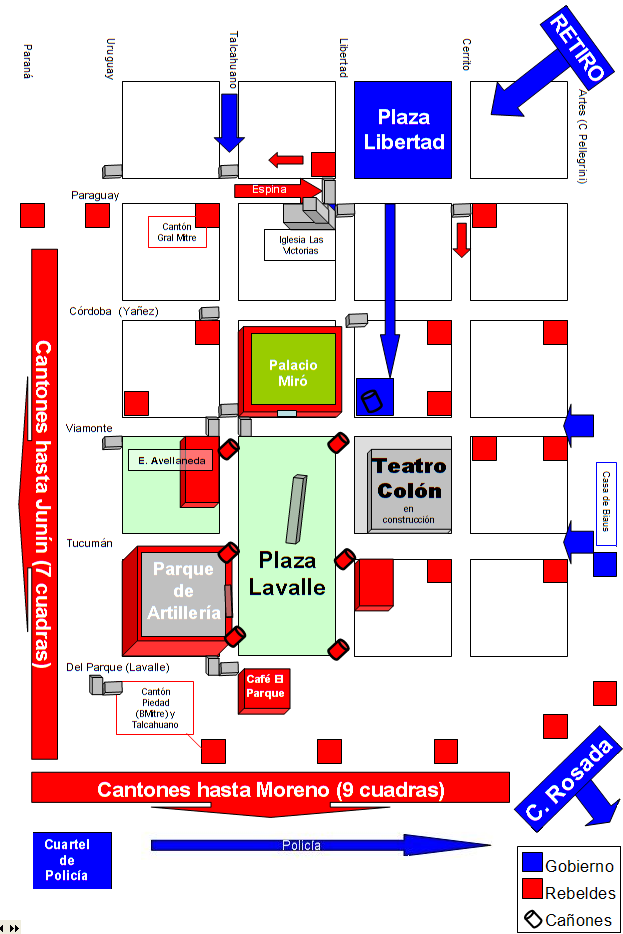
Opérations militaires pendant la révolution du Parc. En bleu, les forces gouvernementales ; en rouge, celles révolutionnaires. Les flèches figurent les mouvements offensifs.

Peu après, vers le milieu de la matinée, le général Levalle organisa personnellement une grande force armée, composée de cavalerie, d’infanterie et de policiers, et, partant de Retiro, se mit en mouvement par l’avenue Santa Fe, puis par la rue Cerrito. Lorsqu’il se fut présenté sur la Plaza Libertad, les troupes gouvernementales durent essuyer une rude riposte de la part des cantonnements civiques situés rue Paraguay et depuis le clocher de l’église des Victoires (Iglesia de las Victorias, angle rues Paraguay et Libertad). La cavalerie gouvernementale se lança à l’assaut des cantonnements, mais subit de fortes pertes et les troupes se débandèrent. Le nombre de morts et de blessés a été estimé à plus de 300 dans les seuls rangs du gouvernement. Levalle lui-même fut précipité de son cheval.
En outre, les canons en possession des rebelles pilonnaient systématiquement les positions des troupes loyalistes.
En début d’après-midi, les révolutionnaires sous le commandement du sous-lieutenant Balaguer se disposaient à contre-attaquer et à prendre la Plaza Libertad. À ce moment, le général Campos prit une nouvelle décision discutable en ordonnant au sous-lieutenant José Félix Uriburu de transmettre l’ordre aux combattants de suspendre immédiatement l’offensive et de s’en retourner au Parc d’artillerie. Une fois encore, la décision de Campos permit aux forces gouvernementales de se réorganiser, puis de s’emparer dans l’après-midi de la Plaza Libertad, où ils fixèrent leur quartier-général et où Carlos Pellegrini lui-même établit son bureau.

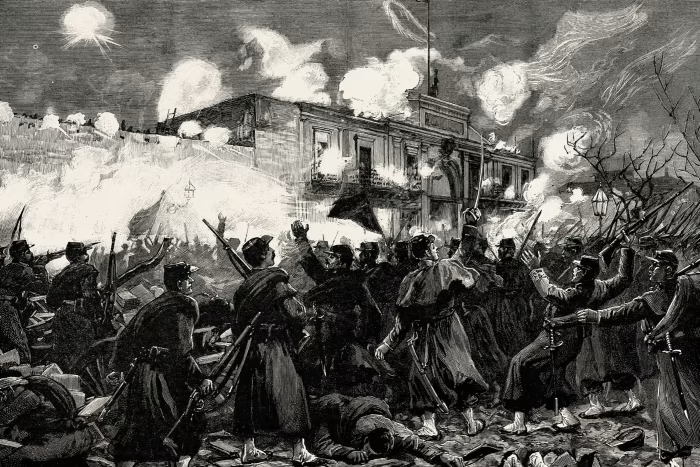
La bataille sur la Plaza Lavalle, à distance du Parc d’artillerie et de la caserne, et les premiers bâtiments capturés par les insurgés (The Graphic, 1890).

Peu après, les forces gouvernementales, empêchées d’avancer par la rue Libertad ou Talcahuano vers la Plaza Lavalle, à cause du puissant cantonnement du palais Miró et des canons actionnés par Day, prirent l’audacieuse décision de traverser par le milieu les îlots situés au sud de la Plaza Libertad. Ainsi parvinrent-elles jusqu’à l’angle des rues Viamonte et Libertad et purent-elles se poster en face du cantonnement du palais Miró et à l’angle nord-est de la Plaza Lavalle, y installant aussi un de leurs canons. De cette manière, le centre des affrontements fut déplacé vers la Plaza Lavalle, qui se mua alors en un grand champ de bataille.
Cette position prise, Levalle ordonna d’effectuer une autre percée encore contre les positions révolutionnaires sur la Plaza Lavalle, cette fois par la rue Talcahuano. Cependant, découvertes par les cantonnements de la rue Talcahuano (c'est-à-dire le cantonnement general Mitre, celui du palais Miró et celui de l’école Avellaneda), les troupes gouvernementales subirent une vigoureuse riposte de la part du bataillon emmené par le colonel Espina et appuyé par les canons du major Day. Si les forces loyalistes furent totalement anéanties, c’est aussi lors de ce combat que périt un grand nombre des soldats et miliciens civiques assignés à la défense du cantonnement de l’école Avellaneda, dont notamment le colonel Julio Campos, frère du chef révolutionnaire, qui était en outre celui à qui avait été confiée la mission d’acheminer des armes aux troupes insurgées dans la ville de La Plata. 
Quand vint la nuit, les combats cessèrent à peu près. Les révolutionnaires mirent l’obscurité à profit pour consolider leurs positions et étendre les cantonnements.

### Dimanche 27 juillet

#### Bataille rues Córdoba et Talcahuano et cessez-le-feu

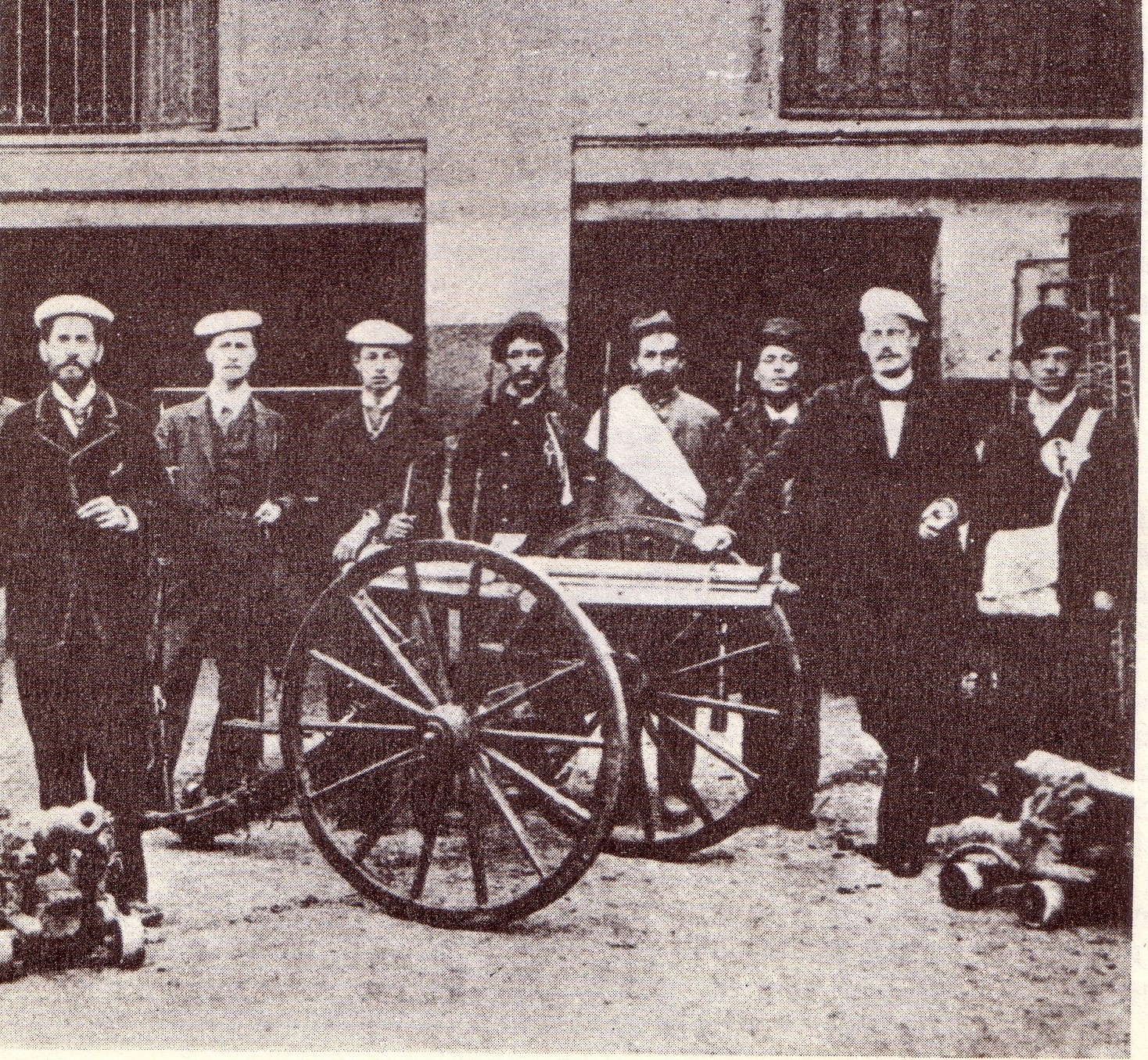
Les canons Krupp 75mm en possession des révolutionnaires déséquilibraient les combats en faveur de ces derniers.

Le 27 juillet, le jour se leva dans un épais brouillard. Dès les premières heures de la matinée, le général Levalle ordonna une nouvelle offensive des troupes gouvernementales contre les positions révolutionnaires par la rue Talcahuano. Les troupes loyalistes avancèrent chargées de sacs de victuailles. Le cantonnement Bartolomé Mitre, sis rues Córdoba et Talcahuano, fut pendant plus de deux heures le point névralgique du combat. Les batteries du major Day, qui avait positionné un deuxième canon rue Talcahuano, déterminèrent finalement la physionomie des combats, causant un grand nombre de morts dans les rangs loyalistes.
Vu ces circonstances, le colonel Mariano Espina, faisant fi des ordres de Campos, lança une contre-offensive par la même rue Talcahuano, avec l’intention d’attaquer la Plaza Libertad par le flanc gauche. La lutte se déroula au corps-à-corps, avec usage des bayonnettes, et les positions loyalistes furent conquises maison après maison, avec l’appui de l’artillerie de Day. À 10 heures du matin, la bataille était à son apogée lorsque retentirent les clairons des deux camps ordonnant le cessez-le-feu.

#### La trève
En milieu de matinée, le général Campos communiqua que, les munitions s’épuisant, il était nécessaire, afin de se procurer de nouvelles munitions, de solliciter une trève, sous le prétexte de devoir enterrer les morts. Cela avait de quoi étonner : apparemment, la provision de munition dans le Parc d’artillerie était moitié moindre de ce qui avait été annoncé la veille. Plus tard, Leandro Alem indiqua :

« Je vis sur le moment que c’était une faute grave de la part d’un chef militaire de ne pas avoir vérifié les éléments de guerre quand il arriva dans le Parc, mais je ne voulus pas lui faire des récriminations à ce moment suprême où l’on bataillait rudement. »

Le Comité révolutionnaire fit alors valoir que l’offensive décisive eût à être exécutée sur-le-champ, mais le général Campos s’y opposa de nouveau. Les chefs civils eurent alors l’idée que Campos devait être relevé de ses fonctions, mais n’en eurent pas la hardiesse et finirent par accepter la demande de trève. L’historien César Augusto Cabral soutient que cette décision est la cause immédiate de la défaite de la révolution. Le temps œuvrait en faveur du gouvernement, qui se fortifiait et attendait de nouvelles troupes et de l’artillerie en provenance des provinces. Il semble que les chefs révolutionnaires, et en particulier Alem, n’aient pas décelé le rôle que jouait Campos et accepté une fois encore les propositions de celui-ci, dans le souci de ne pas compromettre l’alliance avec le secteur militaire.
Aussi, peu après, Aristóbulo del Valle, en qualité de représentant du Comité révolutionnaire, se dirigea vers la Plaza Libertad, où se trouvait le quartier-général du gouvernement, et y eut une entrevue avec Carlos Pellegrini. Les deux hommes s’accordèrent sur une trève de 24 heures pour inhumer les morts.
Entre-temps, le Comité révolutionnaire dépêcha quelques délégués, parmi lesquels José María Rosa, vers la flotte de guerre, en quête de munitions, mais ne réussirent à en obtenir qu’une faible quantité. Les révolutionnaires voulurent tirer parti de la trève pour diffuser chez les rebelles et dans la population les idées de l’Union civique. Par ailleurs, la révolution put compter sur le soutien décisif de la Don Quijote, revue populaire qui parut de 1884 à 1905 et dont le noyau éditorial était constitué des deux dessinateurs Eduardo Sojo (Demócrito) et Manuel Mayol Rubio (Heráclito). Leandro N. Alem devait déclarer plus tard que « la révolution du Parc fut faite par le peuple et par Don Quijote ». De plus, 
la révolution bénéficia de l’appui de Moritz (ou Mauricio) G. Alemann, propriétaire du journal Argentinisches Tageblatt, qui mit son imprimerie à la disposition des insurgés et fit imprimer la proclamation révolutionnaire et les feuilles volantes.

#### La médiation de Dardo Rocha
Profitant de la trève, plusieurs personnalités telles que Dardo Rocha, le banquier Ernesto Tornquist, Luis Sáenz Peña, le général Benjamín Victorica et Eduardo Madero s’offrirent à intervenir comme médiateurs dans le conflit. Les révolutionnaires posèrent deux conditions fondamentales : l’amnistie pour tous les participants à la révolution, et la démission du président.
Dans un premier temps, le vice-président Carlos Pellegrini, appelé à accéder à la présidence dans l’éventualité de la démission du président Miguel Juárez Celman, accepta la proposition, mais s’y opposa ensuite, après qu’il eut appris que Roca négociait la démission du vice-président également.

### Lundi 28 juillet

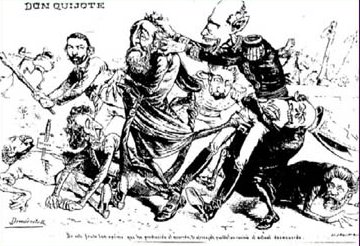
La revue Don Quijote apporta un soutien actif à la révolution.

#### Le plan de Day et la décision de capitulation
Dans l’après-midi du 28 juillet se tint dans le Parc d’artillerie une réunion du Comité de guerre, avec la participation du Comité révolutionnaire. Le général Campos informa qu’il n’y avait plus de munitions pour poursuivre la lutte. Immédiatement, d’autres militaires soutinrent qu’il fallait mettre fin à l’insurrection. Au rebours de l’opinion générale, le major Day était d’avis qu’il fallait continuer le combat et proposa un plan : déplacer vers l’avant les lignes révolutionnaires dans deux directions en même temps, par la rue Talcahuano et par la rue Lavalle, pour atteindre par chacune de ces deux voies le Río de la Plata. De cette façon, le gouvernement se retrouverait cerné sur les deux flancs selon un triangle dont la base serait le Río de la Plata, où croisait la flotte rebelle. Le plan de Day fut cependant repoussé et il fut décidé de capituler.
Aussitôt après, et alors que le Comité était encore en réunion, les combats reprirent. Espina avait donné l’ordre d’attaquer, la trève ayant en effet pris fin. Immédiatement, ordre lui fut intimé de cesser l’offensive, mais son attitude attesta du mécontentement d’une large partie des révolutionnaires devant la décision de reddition.

### Mardi 29 juillet
Le mardi 29 juillet, l’acte de capitulation, qui stipulait les conditions de la reddition et précisait le processus de désarmement des troupes, fut signé dans le palais Miró. Cependant, en dépit de la capitulation signée par les dirigeants révolutionnaires, les cantonnements refusèrent de se laisser désarmer et continuèrent de lutter, quelques-uns même jusqu’au lendemain. Cet après-midi-là eut lieu le dernier décès de la révolution : la mort du lieutenant Manuel Urizar, assigné au Parc d’artillerie.
À la tombée de la nuit, Leandro Alem fut le dernier à quitter le Parc d’artillerie. Il s’en alla seul en direction de l’angle rue Talcahuano / rue Lavalle, où se tenait un groupe de soldats refusant de se rendre. Un sous-lieutenant lui cria qu’il était en danger ; devant l’absence de réaction d’Alem, le sous-lieutenant se jeta sur lui juste au moment où une décharge de fusils passait au-dessus de sa tête.

## Conséquences de la révolution du Parc

### Les victimes

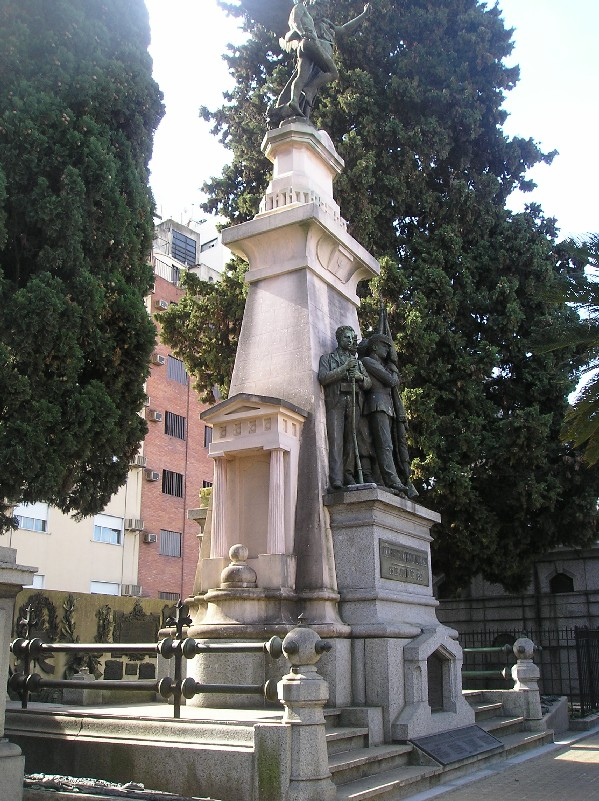
Panthéon des morts de la Révolution de 1890 dans le cimetière de la Recoleta.

Le nombre des victimes de la révolution de 1890 n’a jamais été établi avec exactitude, mais différentes sources mentionnent des chiffres allant de 150 jusqu’à 300 morts, ou encore, sans distinguer toutefois entre morts et blessés, de 1500 victimes. 
Dans la cimetière de la Recoleta à Buenos Aires, un panthéon a été érigé à la mémoire des combattants tombés lors de la révolution du Parc. L’UCR devait depuis lors organiser chaque année une marche, à forte portée politique, du centre-ville jusqu’au panthéon. 
Dans le Panthéon des morts pour la révolution du Parc se trouvent inhumés également Leandro Alem et les présidents  radicaux Hipólito Yrigoyen et Arturo Illia.

### Répression et actes de vengeance dans le sillage de la Révolution de 90
Nonobstant que l’armistice signé le 29 juillet portât que les révolutionnaires ne feraient pas l’objet de représailles, quelques massacres eurent lieu dans les mois suivants qui avaient pour motif évident le désir de vengeance pour le soulèvement et l’intention de mettre en garde contre les conséquences d’éventuelles nouvelles tentatives.
Dans le bourg de Saladas (province de Corrientes), un acte de répression, appelé Massacre de Saladas, eut lieu contre des opposants, lors duquel Manuel Acuña, Castor Rodríguez et Pedro Galarza furent assassinés. Un fait similaire se produisit en 1891, à la suite d’une petite insurrection survenue dans ce qui était alors le territoire national de Formosa et menée par une poignée d’anciens combattants de la révolution de 90 ; la révolte s’acheva par l’exécution des meneurs à l’issue d’un jugement verbal de guerre, dont il n’a été conservé aucune minute.

### Suites politiques

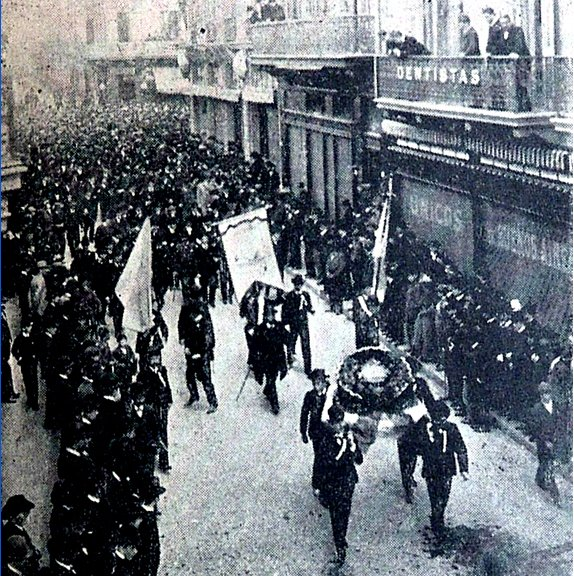
Anniversaire de la révolution de 1890. Marche de l’UCR sur l’avenue Alvear en direction du cimetière de la Recoleta, 1901.

Une fois la révolution vaincue, le Sénat se réunit pour débattre des événements. À cette occasion, le sénateur pour la province de Córdoba Manuel D. Pizarro, roquiste, prononça une phrase devenue historique : « La révolution est vaincue, mais le gouvernement est mort ». Pizarro soutint dans ce discours que, eu égard à la gravité des faits, le président et tous les sénateurs eussent à démissionner.
Le 6 août 1890, une semaine après la reddition des rebelles, le président Miguel Juárez Celman présenta sa démission, qui fut immédiatement acceptée. Il fut remplacé dans ses fonctions par le vice-président Carlos Pellegrini, qui nomma Julio A. Roca comme son ministe de l’Intérieur.

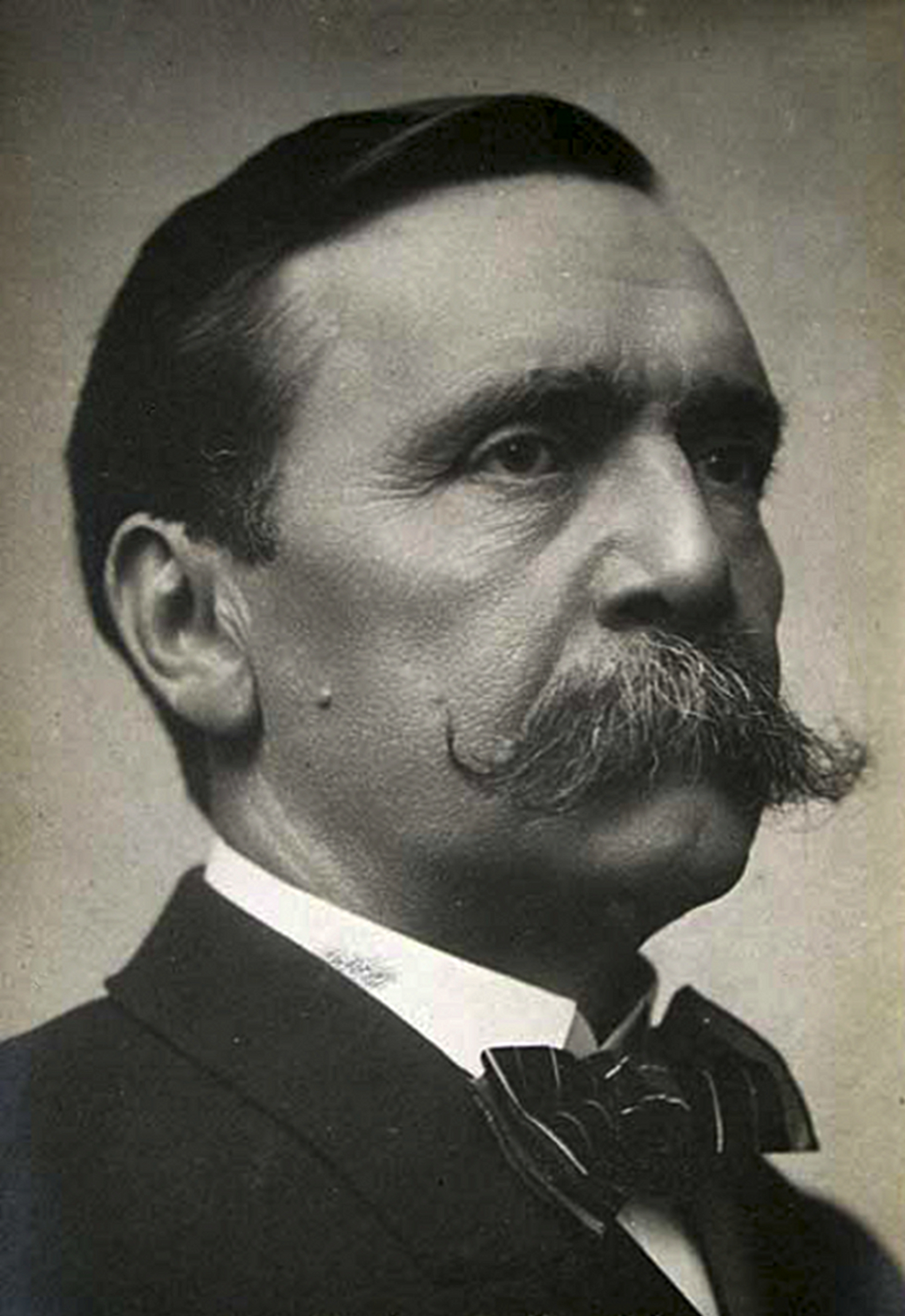
Carlos Pellegrini.

Il apparaît évident que Roca avait agi secrètement et de multiples manières pour influer sur le cours de la révolution du Parc et sur ses résultats. Il fut celui qui, l’insurrection terminée, sortit le plus renforcé de la crise. Le 23 septembre 1890, il écrivit ce qui suit à García Merou :

« Cela a été une providence et une grande fortune pour la République que la Révolution ne l’ait pas emporté ni que Juárez n’en soit sorti victorieux. Moi, j’ai vu clairement cette solution dès le premier instant, et me suis mis à travailler en ce sens. Le succès le plus complet est venu couronner mes efforts et le pays tout entier a applaudi le résultat, encore qu’il ait ignoré [qui était] l’auteur principal de l’œuvre. »

Dans les années qui suivirent la révolution, l’Union civique se polarisa de plus en plus autour des deux grandes tendances qui cohabitaient en son sein, l’une, emmenée par Bartolomé Mitre, plus conservatrice et conciliante avec le roquisme, et l’autre, avec Leandro Alem à sa tête, plus combative et prête à en découdre avec le régime de pouvoir imposé et incarné par Roca. En 1891, ces divergences finiront par déboucher sur la fracture de l’Union civique en deux partis distincts : l’Union civique nationale, dirigée par Mitre, et l’Union civique radicale (UCR), dirigée par Alem.
L’UCR eut à plusieurs reprises recours à la lutte armée pour contourner l’absence d’élections libres, et sera notamment à l’origine de deux grandes insurrections armées retentissantes, la Révolution radicale de 1893 et celle de 1905, et divers autres soulèvements mineurs ou localisés. En 1910, devant la menace de nouveaux soulèvements armés, le président Roque Sáenz Peña récemment élu conclut un pacte secret avec Hipólito Yrigoyen aux termes duquel devait être adoptée une loi instaurant un système politique apte à garantir la tenue d’élections libres. Cette loi, dite loi Sáenz Peña, finalement sanctionnée en 1912, instaura le suffrage secret et universel masculin.

### Retombées sociales

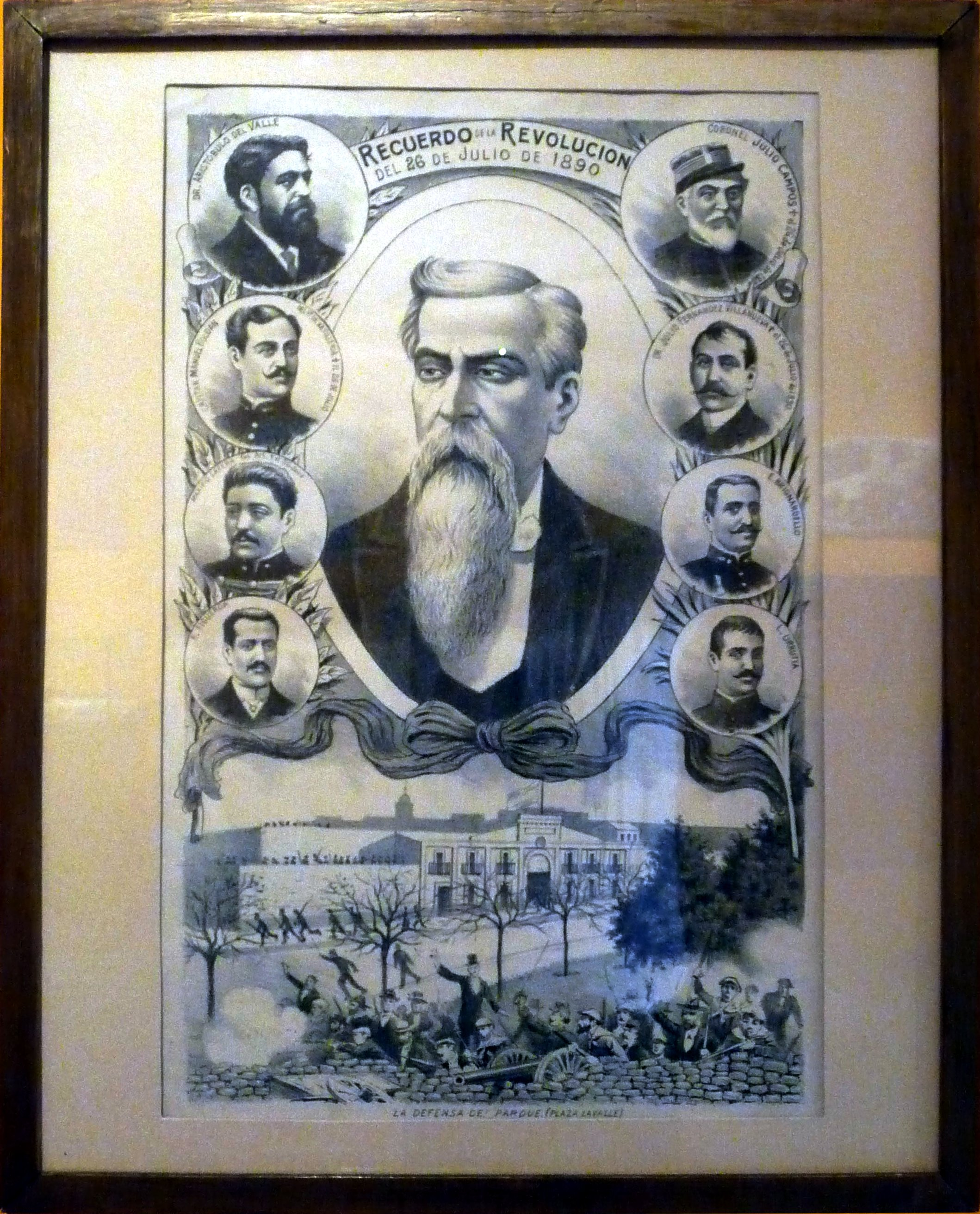
Lithographie de 1890 commémorant la révolution du Parc. Au centre, portrait de Leandro Alem.

La Révolution de 90 représente un point de rupture dans l’histoire argentine. Elle marque avec une certaine netteté le moment où apparut sur la scène politique une société civile urbanisée, différenciée en groupes sociaux présentant des revendications spécifiques ; plus particulièrement la révolution du Parc est un jalon dans l’émergence de la classe moyenne argentine dans la vie publique.
Dans le même temps, l’organisation de la classe ouvrière en syndicats, l’éclosion de partis politiques modernes (Union civique radicale, Union civique nationale, Parti socialiste, Ligue du sud), la mise sur pied des premières coopératives, la création d’associations féministes, la fondation de revues politiques d’opposition, etc., concouraient à façonner une société urbaine complexe, où une prise de pouvoir au moyen de révolutions de rue était rendue de plus en plus inévitable. Dans ce sens, la révolution de 1890 est l’indicateur de l’émergence en Argentine du peuple comme sujet politique et social, exigeant sa reconnaissance effective comme protagoniste de la vie politique, sociale et culturelle, et requérant la mise en place d’une société démocratique.
L’historien Julio Godio observe :

« La conjoncture économico-politique de 1890 accéléra l’expression politique de nouvelles couches sociales surgies du processus de développement capitaliste dépendant, et mit aussi en mouvement des couches sociales intermédiaires liées à des activités économiques traditionnelles. La formation de l’Union civique radicale, trois ans après la révolution, fut l’un des indices les plus clairs du début de la fin d’une étape politique dans le pays ; les mécanismes de fonctionnement de l’État libéral ne pouvaient plus reposer seulement sur les accords entre les partis structurés par la classe supérieure à partir de la décennie 1870. »

La Révolution du Parc fait figure ainsi de passerelle historique entre d’une part les anciens affrontements armés entre caudillos ruraux suivis chacun par des masses indifférenciées, et d’autre part une société urbaine moderne axée sur le travail salarié et une ample classe moyenne prestataire de services, et qui exigeait que les conflits fussent résolus en suivant des procédures institutionnelles.